# Leichtathletik-Europameisterschaften 2014
| Medaillenspiegel (Endstand nach 47 Entscheidungen) | Medaillenspiegel (Endstand nach 47 Entscheidungen) | Medaillenspiegel (Endstand nach 47 Entscheidungen) | Medaillenspiegel (Endstand nach 47 Entscheidungen) | Medaillenspiegel (Endstand nach 47 Entscheidungen) | Medaillenspiegel (Endstand nach 47 Entscheidungen) |
| Platz                                              | Land                                               | Gold                                               | Silber                                             | Bronze                                             | Gesamt                                             |
| -------------------------------------------------- | -------------------------------------------------- | -------------------------------------------------- | -------------------------------------------------- | -------------------------------------------------- | -------------------------------------------------- |
| 1                                                  | Großbritannien                                     | 12                                                 | 5                                                  | 6                                                  | 23                                                 |
| 2                                                  | Frankreich                                         | 9                                                  | 8                                                  | 7                                                  | 24                                                 |
| 3                                                  | Deutschland                                        | 4                                                  | 1                                                  | 3                                                  | 8                                                  |
| 4                                                  | Russland                                           | 3                                                  | 5                                                  | 12                                                 | 20                                                 |
| 5                                                  | Niederlande                                        | 3                                                  | 2                                                  | 1                                                  | 6                                                  |
| 6                                                  | Polen                                              | 2                                                  | 6                                                  | 4                                                  | 12                                                 |
| 7                                                  | Ukraine                                            | 2                                                  | 5                                                  | 2                                                  | 9                                                  |
| 8                                                  | Spanien                                            | 2                                                  | 1                                                  | 3                                                  | 6                                                  |
| 9                                                  | Italien                                            | 2                                                  | 1                                                  | –                                                  | 3                                                  |
| 10                                                 | Belarus                                            | 2                                                  | –                                                  | –                                                  | 2                                                  |
| Vollständiger Medaillenspiegel                     |                                                    |                                                    |                                                    |                                                    |                                                    |

Die 22. Leichtathletik-Europameisterschaften wurden vom 12. bis zum 17. August 2014 in Zürich ausgetragen. Damit fanden zum zweiten Mal, nach 1954 in Bern, Leichtathletik-Europameisterschaften in der Schweiz statt. Die sechstägigen Wettkämpfe wurden im Stadion Letzigrund veranstaltet, in dem seit 1928 jährlich das Leichtathletik-Meeting Weltklasse Zürich durchgeführt wird. Die Geh- und Marathonwettkämpfe wurden in der Zürcher Innenstadt ausgetragen.

## Teilnehmer und Mitwirkende
Rund 1400 Athleten aus allen fünfzig Mitgliedsverbänden des Europäischen Leichtathletikverbands (EAA) nahmen in Zürich teil, darunter auch aus Deutschland (Deutscher Leichtathletik-Verband), Liechtenstein, Österreich (Österreichischer Leichtathletik-Verband), der Schweiz (Swiss Athletics) und Luxemburg. Das entspricht in etwa der Teilnehmerzahl der vorhergehenden Austragung 2012 in Helsinki. Die Athleten wurden von etwa achthundert Betreuern begleitet.
Rund um die Wettkämpfe standen 2100 freiwillige Helfer, sogenannte Volunteers, im Einsatz. Rund zweitausend Medienschaffende berichteten aus Zürich.
Für besonderes Medieninteresse sorgte die Nichtnominierung des mit Beinprothese startenden deutschen Weitspringers Markus Rehm in den 93-köpfigen Kader des DLV. Diesem war nach einigem Hin und Her vier Tage zuvor der Titel als Deutscher Meister zuerkannt worden. Umstritten war und ist seine Teilnahme an Wettkämpfen mit Sportlern ohne Behinderung. Hintergrund war die damals ungeklärte Frage, inwieweit Rehm durch die Federwirkung seiner Prothese einen Vorteil gegenüber den anderen Sportlern hat und in welcher Form dieser mögliche Vorteil durch eine Benachteiligung beim Anlauf wieder ausgeglichen wird.

## Wettbewerbe
An sechs Tagen und in insgesamt zehn Wettkampfsessionen waren 47 Medaillenentscheidungen vorgesehen. Die Entscheidungen im Marathonlauf und im Gehen, die bei den Europameisterschaften 2012 wegen der zeitlichen Nähe zu den Olympischen Spielen nicht ausgetragen worden waren, wurden wie bei zukünftigen Europameisterschaften in Jahren ohne Olympischen Spiele ins Programm aufgenommen. Im Vergleich zu 2012 fanden damit fünf Wettbewerbe mehr statt. Das 50-km-Gehen war die einzige Disziplin, welche nur für die Männer im Programm stand. Diese Disziplin wurde für die Frauen 2018 Teil der Europameisterschaften. Von 2022 an wurde die Distanz der langen Gehstrecke für Männer und Frauen auf 35 Kilometer verkürzt.

## Doping
Bei diesen Europameisterschaften gab es 14 Dopingfälle.
- Maxim Dyldin (Russland), 400 Meter, im Halbfinale ausgeschieden / 4 × 400 Meter, zunächst auf Rang zwei – Maxim Dyldin wurde wegen einer verpassten Dopingprobe vom Internationalen Sportgerichtshof (CAS) vom 6. Januar 2017 an für vier Jahre gesperrt. Seine bei den Olympischen Spielen 2012 und später erzielten Resultate wurden annulliert.[1]
- Mehmet Akkoyun (Türkei), 10.000 Meter, Rennen nicht beendet – Ihm wurden Abweichungen in seinem Biologischen Pass nachgewiesen. Alle seine Resultate vom 11. August 2014 an wurden gestrichen. Er erhielt eine vierjährige Sperre bis zum 7. Februar 2021.[2]
- Adil Bouafif (Schweden), 10.000 Meter, Rennen nicht beendet – Er wurde positiv auf nicht erlaubte Substanzen getestet. Alle seine Resultate vom 12. August 2014 an wurden ihm aberkannt. Er erhielt eine zweijährige Sperre bis zum 22. September 2016.[3]
- Alexei Crawcenco (Republik Moldau), 400 Meter Hürden, im Vorlauf ausgeschieden – Er wurde positiv getestet und disqualifiziert.[4]
- Hakan Duvar (Türkei), 3000 Meter Hindernislauf, im Vorlauf ausgeschieden – Sein Biologischer Pass wies mit Datum vom 11. August 2014 unerlaubte Abweichungen auf. Die seit dem 11. August 2014 erzielten Resultate des Läufers wurden annulliert. Außerdem erhielt er eine vierjährige Sperre vom 26. Dezember 2016 bis 25. Dezember 2020.[5]
- Alexandr Iwanow (Russland), 20-km-Gehen, ursprünglich Zweiter – Ihm wurde seine Silbermedaille aberkannt, nachdem ihm laut russischem Leichtathletikverband Abweichungen im Blut nachgewiesen worden waren. Alle seine Resultate zwischen Juli 2012 und August 2015 wurden annulliert, unter anderem auch sein WM-Titel von 2013. Außerdem wurde er rückwirkend ab 2. Mai 2017 für drei Jahre gesperrt.[6]
- Michail Ryschow (Russland), 50-km-Gehen, ursprünglich Vierter – In seinem Blut wurde am 2. Juni 2015 im russischen Trainingszentrum in Saransk bei einem Dopingtest Erythropoetin (EPO) nachgewiesen. Mit ihm waren auch vier andere Sportler gleichermaßen betroffen. Vom Internationalen Sportgerichtshof CAS wurden unterschiedliche Sanktionen ausgesprochen, Michail Ryschow erhielt eine vierjährige Sperre vom 15. Juli 2015 bis 14. Juli 2019. Darüber hinaus wurden von ihm erzielte Ergebnisse annulliert, darunter sein zweiter Platz bei den Weltmeisterschaften 2013 sowie sein vierter Platz bei diesen Europameisterschaften.[7]
- Iwan Uchow (Russland), Hochsprung, zunächst Bronzemedaillengewinner – Er war laut McLaren-Report zusammen mit elf weiteren russischen Leichtathleten 2012 und 2013 Teil eines Dopingprogramms mit Anabolen Steroiden. Iwan Uchow wurde für vier Jahre gesperrt, seine Ergebnisse zwischen dem 16. Juli 2012 und dem 31. Dezember 2015 wurden annulliert, darunter sein Olympiasieg 2012 und sein dritter Platz bei diesen Europameisterschaften.[8]
- Hanna Mischtschenko (Ukraine), 1500 Meter, im Vorlauf ausgeschieden – Sie wurde wegen Unregelmäßigkeiten in ihrem Biologischen Pass für zwei Jahre bis August 2017 gesperrt. Ihre seit dem 28. Juni 2012 wurden annulliert.[9]
- Gamze Bulut (Türkei), 1500 Meter, im Vorlauf ausgeschieden / 5000 Meter, zunächst Zehnte – Sie wurde wegen Dopings bis 29. Mai 2020 gesperrt. Ihre seit Juli 2011 – hier waren Auffälligkeiten im Biologischen Pass festgestellt worden – erzielten Ergebnisse wurden annulliert.[10]
- Meliz Redif (Türkei) – Mitglied der im Vorlauf ausgeschiedenen 4 × 400-m-Staffel. Sie wurde wegen Auffälligkeiten in ihrem Biologischen Pass für drei Jahre gesperrt – 31. März 2015 bis 30. März 2018. Zu den annullierten Resultaten gehörte auch das Ergebnis der türkischen Staffel bei diesen Europameisterschaften.[11][12]
- Anna Bulgakowa (Russland), Hammerwurf, im Finale ohne gültigen Versuch – Ihr wurden Verstöße gegen die Doping-Bestimmungen nachgewiesen. Sie erhielt eine insgesamt vierjährige Sperre vom 29. März 2017 bis 29. März 2021. Alle ihre Resultate vom 16. August 2013 bis 15. August 2015 wurden annulliert.[13][14]
- Julija Kondakowa (Russland), 100-Meter-Hürdenlauf, im Halbfinale ausgeschieden – Bei Nachuntersuchungen der Dopingproben der Olympischen Spiele 2012 wurde die Athletin 2018 des Dopings überführt und mit einer vierjährigen Sperre ab Februar 2019 versehen. Zudem wurden all ihre Ergebnisse vom 17. Juli 2012 bis zum 31. Dezember 2014 wurden annulliert.[15]
- Jekaterina Galizkaja (Russland), 100-Meter-Hürdenlauf, im Halbfinale ausgeschieden – Bei Nachuntersuchungen der Dopingproben der Olympischen Spiele 2012 wurde die Athletin 2018 des Dopings überführt und mit einer vierjährigen Sperre ab Februar 2019 versehen. Zudem wurden all ihre Ergebnisse vom 17. Juli 2012 bis zum 31. Dezember 2014 wurden annulliert.[16]

## Fernsehübertragung
Das Schweizer Fernsehen SRG SSR produzierte das internationale TV-Signal der Europameisterschaften. Für den Sender war es die bisher größte TV-Eigenproduktion. Neben siebzig Kameras im Stadion und 22 Kameras an der Marathon- bzw. Gehstrecke waren rund dreihundert Mitarbeitende der SRG im Einsatz.
In Deutschland wurden die Titelkämpfe abwechselnd von ARD und ZDF übertragen. Der TV-Sender Eurosport zeigte fast alle Wettkämpfe live im Fernsehen.

## Organisation
Offizielle Ausrichter der Europameisterschaften waren der Schweizer Leichtathletik-Verband Swiss Athletics zusammen mit der Stadt Zürich. Zur operativen Umsetzung wurde die Leichtathletik EM 2014 AG gegründet, bei der VfG/LCZ (Trägerverein von Weltklasse Zürich) Hauptaktionär und Athletissima sowie der LC Zürich Aktionäre sind. Am mit 35 Millionen Schweizer Franken veranschlagten Budget haben sich weitere Vereine, Kantonalverbände, Laufveranstalter und Privatpersonen der Schweizer Leichtathletikszene beteiligt. Auch die Schweizerische Eidgenossenschaft, vertreten durch das Bundesamt für Sport (BASPO), leistete einen einmaligen Unterstützungsbeitrag von 3,3 Millionen Schweizer Franken.

### City Festival
Als Begegnungszone für die einheimische Bevölkerung sowie Gäste und Athleten war ein City Festival auf dem Sechseläutenplatz geplant. Hierzu wurde das House of Switzerland, das zuletzt bei den Olympischen Winterspielen 2014 in Sotschi im Einsatz war, im Zentrum Zürichs aufgebaut.

### Maskottchen
Das bereits bei der Eishockey-Weltmeisterschaft 2009 verwendete Maskottchen Cooly kam bei den Leichtathletik-Europameisterschaften in Zürich zu einem weiteren Einsatz.

## Sportliche Leistungen
In diesem Jahr waren die Europameisterschaften für den Großteil der Athleten wieder der Jahreshöhepunkt. Erstmals war dies bei Leichtathletik-Europameisterschaften 2012 nicht der Fall gewesen, nachdem diese Großveranstaltung zum ersten Mal nicht mehr alle vier, sondern alle zwei Jahre durchgeführt worden war. So fielen jede zweite Europameisterschaften gleichzeitig auf eine olympische Saison mit den Olympischen Spielen als Höhepunkt des Jahres. Das Leistungsniveau war entsprechend hoch in Zürich.
Folgende Rekorde wurden neu aufgestellt:
- ein Weltrekord
  - 3:32:33 h – Yohann Diniz (Frankreich), 50-km-Gehen
- zwei Meisterschaftsrekorde in zwei Disziplinen:
  - 2:25:14 h – Christelle Daunay (Frankreich), Marathon
  - 78,76 m – Anita Włodarczyk (Polen), Hammerwurf, Finale
- sechs Weltjahresbestleistungen in sechs Disziplinen:
  - 82,69 m – Krisztián Pars (Ungarn), Hammerwurf, Finale
  - 8616 P – Andrej Krautschanka (Belarus), Zehnkampf
  - 22,03 s – Dafne Schippers (Niederlande), 200 Meter, Finale
  - 2,01 m – Ruth Beitia (Spanien), Hochsprung, Finale
  - 71,08 m – Sandra Perković (Kroatien), Diskuswurf, Finale
  - 78,76 m – Anita Włodarczyk (Polen), Hammerwurf, Finale
- acht Europajahresbestleistungen in sieben Disziplinen:
  - 48,54 s – Rasmus Mägi (Estland), 400 Meter Hürden, Halbfinale
  - 37,93 s – Großbritannien (James Ellington, Harry Aikines-Aryeetey, Richard Kilty, Adam Gemili), 4 × 100 Meter, Finale
  - 2:58,79 min – Großbritannien (Conrad Williams, Matthew Hudson-Smith, Michael Bingham, Martyn Rooney), 4 × 400 Meter, Finale
  - 88,01 m – Antti Ruuskanen (Finnland), Speerwurf, Finale
  - 1:58,15 min – Maryna Arsamassawa (Belarus), 800 Meter, Finale
  - 42,29 s – Frankreich (Céline Distel-Bonnet, Ayodelé Ikuesan, Myriam Soumaré, Stella Akakpo Gueï), 4 × 100 Meter, Vorrunde
  - 32,24 s – Großbritannien (Asha Philip, Ashleigh Nelson, Jodie Williams, Desiree Henry), 4 × 100 Meter, Finale
  - 3:24,27 min – Frankreich (Marie Gayot, Muriel Hurtis, Agnès Raharolahy, Floria Gueï), 4 × 400 Meter, Finale
- dreißig Landesrekorde in sechzehn Disziplinen

In der Medaillenwertung zeigte sich Großbritannien mit zwölf EM-Titeln besonders stark. Auch Frankreich hatte mit neun Goldmedaillen sehr erfolgreich abgeschnitten. Deutschland folgte deutlich dahinter mit vier Titeln. Russland und die Niederlande hatten jeweils drei Europameister in ihren Reihen, wobei Russland mit insgesamt 21 Medaillen deutlich mehr Edelmetall gesammelt hatte als die Niederlande, die auf insgesamt sechs Medaillen kam. Mit Polen, der Ukraine, Spanien, Italien und Belarus gab es weitere fünf Nationen mit jeweils zwei Europameistern in ihren Reihen. Dabei lag Polen mit insgesamt zwölf Medaillen vor der Ukraine – acht Medaillen gesamt, Spanien – sechs Medaillen gesamt, Italien – drei Medaillen gesamt – und Belarus – zwei Medaillen gesamt.
Bei den einzelnen Sportlern sind besonders folgende Leistungen zu nennen.
- Vier Athleten errangen je zwei Goldmedaillen bei diesen Meisterschaften:
  - Mo Farah (Großbritannien) – 5000 Meter, 10.000 Meter
  - Dafne Schippers (Niederlande) – 100 Meter und 200 Meter
  - Adam Gemili (Großbritannien) – 200 Meter und 4 × 100 m
  - Martyn Rooney (Großbritannien) – 400 Meter und 4 × 400 m
- Folgende Europameister von 2014 hatten bereits vorher EM-Titel gewonnen:
  - Mo Farah (Großbritannien) – 5000 Meter, dritter Titel in Folge, außerdem über 10.000 Meter Wiederholung seines Erfolgs von 2010, damit jetzt fünffacher Europameister
  - Renaud Lavillenie (Frankreich) – Stabhochsprung, dritter Titel in Folge
  - Olha Saladucha (Ukraine) – Dreisprung, dritter Titel in Folge
  - Sandra Perković (Kroatien) – Diskuswurf, dritter Titel in Folge
  - Adam Kszczot (Polen) – 800 Meter, Wiederholung seines Erfolgs von 2012
  - Sergei Schubenkow (Russland) – 110 Meter Hürden, Wiederholung seines Erfolgs von 2012
  - David Storl (Deutschland) – Kugelstoßen, Wiederholung seines Erfolgs von 2012
  - Robert Harting (Deutschland) – Diskuswurf, Wiederholung seines Erfolgs von 2012
  - Krisztián Pars (Ungarn) – Hammerwurf, Wiederholung seines Erfolgs von 2012
  - Ruth Beitia (Spanien) – Hochsprung, Wiederholung ihres Erfolgs von 2012
  - Éloyse Lesueur (Frankreich) – Weitsprung, Wiederholung ihres Erfolgs von 2012
  - Anita Włodarczyk (Polen) – Hammerwurf, Wiederholung ihres Erfolgs von 2012
  - Antoinette Nana Djimou Ida (Frankreich) – Siebenkampf, Wiederholung ihres Erfolgs von 2012

## Kritik
Kritisiert wurden die hohen Ticketpreise. Das Stadion Letzigrund war an keinem einzigen Tag ausverkauft, obwohl das Fassungsvermögen deutlich kleiner war als bei den vorangegangenen Europameisterschaften. Die täglichen Showacts nach Ende der Wettkämpfe wurden nur noch von wenigen Besuchern verfolgt.

## Legende
Kurze Übersicht zur Bedeutung der Symbolik – so üblicherweise auch in sonstigen Veröffentlichungen verwendet:
| NR    | Nationaler Rekord                        |
| NUR23 | Nationaler U23-Rekord                    |
| WL    | Weltjahresbestleistung (World Lead)      |
| EL    | Europajahresbestleistung (European Lead) |
| DNF   | Wettkampf nicht beendet (did not finish) |
| DSQ   | disqualifiziert                          |
| DNS   | nicht am Start (did not start)           |
| DOP   | wegen Dopingvergehens disqualifiziert    |
| IWR   | Internationale Wettkampfregeln           |
| TR    | Technische Regeln                        |

## Resultate Männer

### 100 m
| Platz | Athlet                 | Land | Zeit (s) |
| ----- | ---------------------- | ---- | -------- |
| 1     | James Dasaolu          | GBR  | 10,06    |
| 2     | Christophe Lemaitre    | FRA  | 10,13    |
| 3     | Harry Aikines-Aryeetey | GBR  | 10,22    |
| 4     | Dwain Chambers         | GBR  | 10,24    |
| 5     | Lucas Jakubczyk        | GER  | 10,25    |
| 6     | Jaysuma Saidy Ndure    | NOR  | 10,35    |
| 7     | Cătălin Cîmpeanu       | ROM  | 10,44    |
| 8     | Yazaldes Nascimento    | POR  | 10,46    |

Datum: 13. August, 21:50 Uhr
Wind: −0,4 m/s

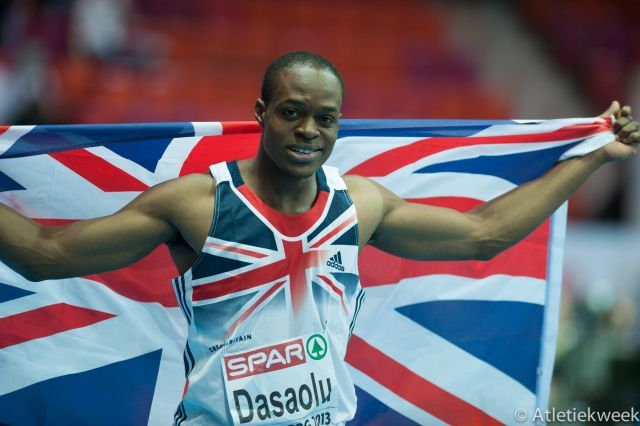
Sprint-Sieger James Dasaolu

Weitere Teilnehmer aus deutschsprachigen Ländern:
- In den Halbfinals (13. August) ausgeschieden:
Julian Reus  GER – Lauf 1, Platz 4 in 10,35 s
Sven Knipphals  GER – Lauf 2, Platz 5 in 10,37 s
Pascal Mancini  SUI – Lauf 3, Platz 3 in 10,38 s
- In den Vorläufen (12. August) ausgeschieden:
Reto Amaru Schenkel  SUI – Lauf 5, Platz 6 in 10,44 s

### 200 m
| Platz | Athlet                      | Land | Zeit (s)    |
| ----- | --------------------------- | ---- | ----------- |
| 1     | Adam Gemili                 | GBR  | 19,98 NU23R |
| 2     | Christophe Lemaitre         | FRA  | 20,15       |
| 3     | Serhij Smelyk               | UKR  | 20,30       |
| 4     | Churandy Martina            | NED  | 20,37       |
| 5     | Diego Marani                | ITA  | 20,43       |
| 6     | Ramil Guliyev               | TUR  | 20,48       |
| 7     | Likoúrgos-Stéfanos Tsákonas | GRE  | 20,53       |
| 8     | Karol Zalewski              | POL  | 20,58       |

Datum: 15. August, 21:49 Uhr
Wind: −1,6 m/s

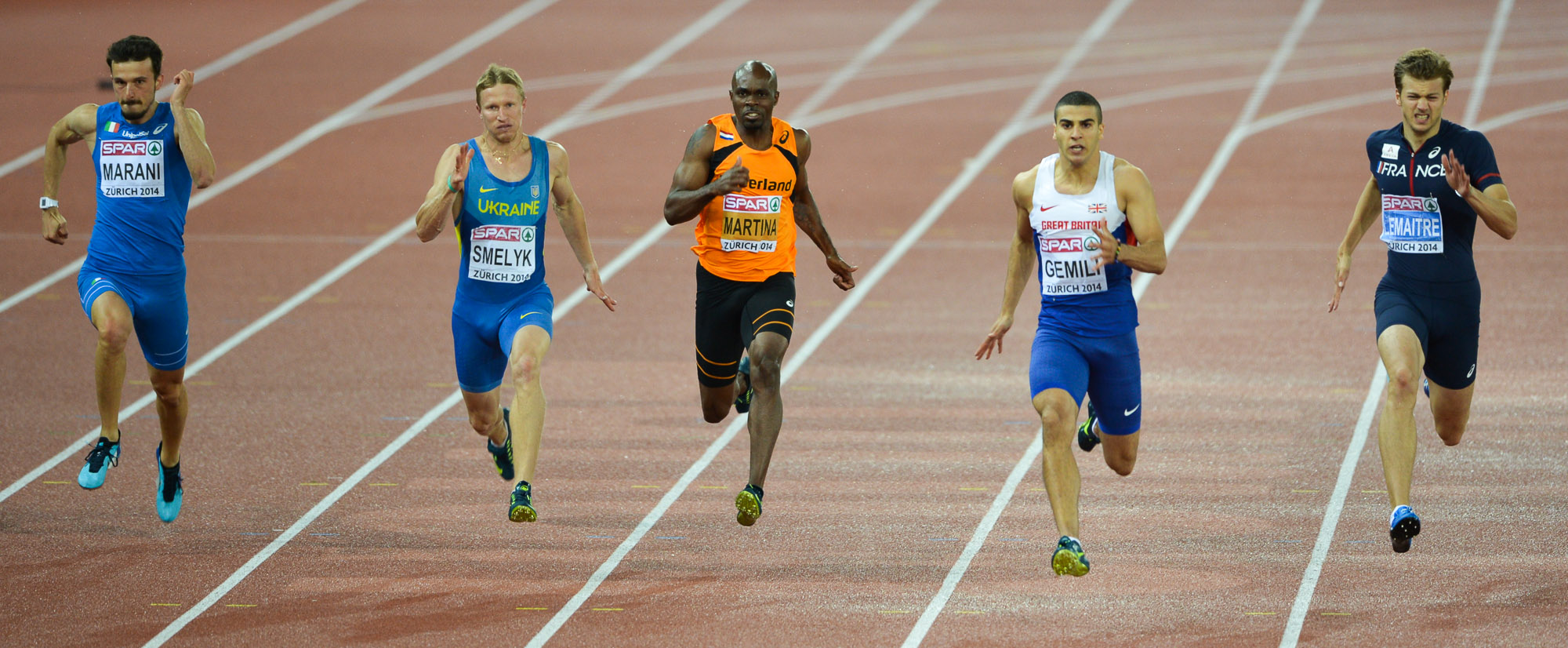
Die Läufer im 200-Meter-Finale auf der Zielgerade

Weitere Teilnehmer aus deutschsprachigen Ländern:
- In den Halbfinals (14. August) ausgeschieden:
Alex Wilson  SUI – Lauf 1, Platz 6 in 20,76 s
Robin Erewa  GER – Lauf 1, Platz 7 in 20,82 s
Aleixo-Platini Menga  GER – Lauf 2, Platz 8 in 20,89 s
- In den Vorläufen (14. August) ausgeschieden:
Joel Burgunder  SUI – Lauf 4, Platz 7 in 21,24 s
Fabian Haldner  LIE – Lauf 2, Platz 7 in 23,06 s
Julian Reus  GER – Lauf 2, DNS

### 400 m
| Platz | Athlet               | Land | Zeit (s) |
| ----- | -------------------- | ---- | -------- |
| 1     | Martyn Rooney        | GBR  | 44,71000 |
| 2     | Matthew Hudson-Smith | GBR  | 44,75000 |
| 3     | Donald Sanford       | ISR  | 45,27 NR |
| 4     | Jakub Krzewina       | POL  | 45,52000 |
| 5     | Conrad Williams      | GBR  | 45,53000 |
| 6     | Kamghe Gaba          | GER  | 45,83000 |
| 7     | Samuel García        | ESP  | 46,35000 |
| DNS   | Jonathan Borlée      | BEL  |          |

Datum: 15. August, 18:50 Uhr

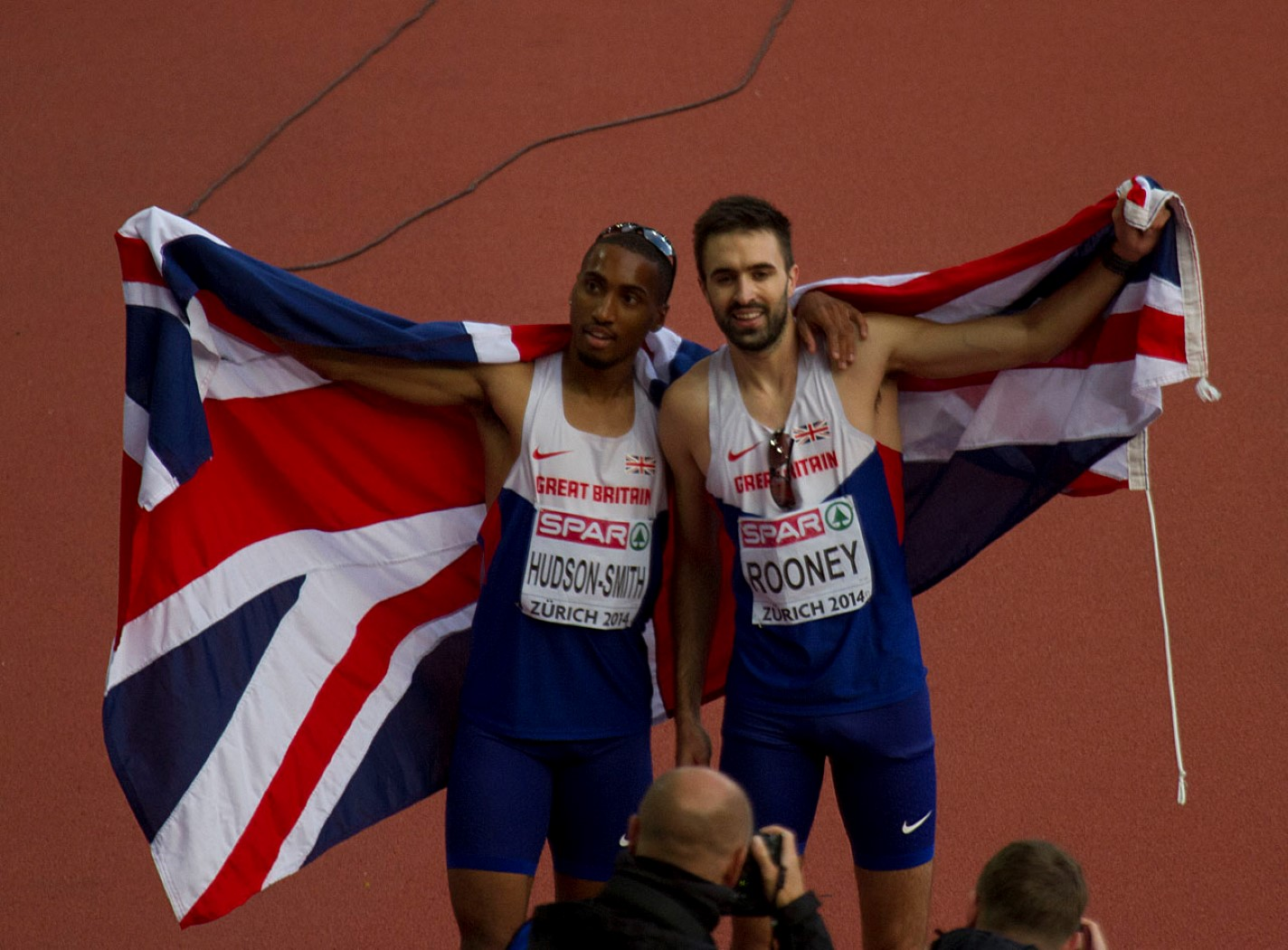
Doppelsieg für die Briten; Sieger Martyn Rooney (links) und der Zweite Matthews Hudson-Smith

Dieser Wettbewerb wurde durch einen Dopingfall belastet:

Der im Halbfinale ausgeschiedene Russe Maxim Dyldin wurde wegen einer verpassten Dopingprobe vom Internationalen Sportgerichtshof CAS vom 6. Januar 2017 an für vier Jahre gesperrt. Seine bei den Olympischen Spielen 2012 und später erzielten Resultate wurden annulliert.
Weiterer Teilnehmer aus einem deutschsprachigen Land:

Fabian Haldner  LIE – ausgeschieden im fünften Vorlauf (12. August), Platz 8 in 50,55 s

### 800 m
| Platz | Athlet                | Land | Zeit (min) |
| ----- | --------------------- | ---- | ---------- |
| 1     | Adam Kszczot          | POL  | 1:44,15000 |
| 2     | Artur Kuciapski       | POL  | 1:44,89000 |
| 3     | Mark English          | IRL  | 1:45,03000 |
| 4     | Andreas Bube          | DEN  | 1:45,21000 |
| 5     | Marcin Lewandowski    | POL  | 1:45,78000 |
| 6     | Amel Tuka             | BIH  | 1:46,12 NR |
| 7     | Jozef Repčík          | SVK  | 1:46,29000 |
| 8     | Pierre-Ambroise Bosse | FRA  | 1:46,55000 |

Datum: 15. August, 19:55 Uhr

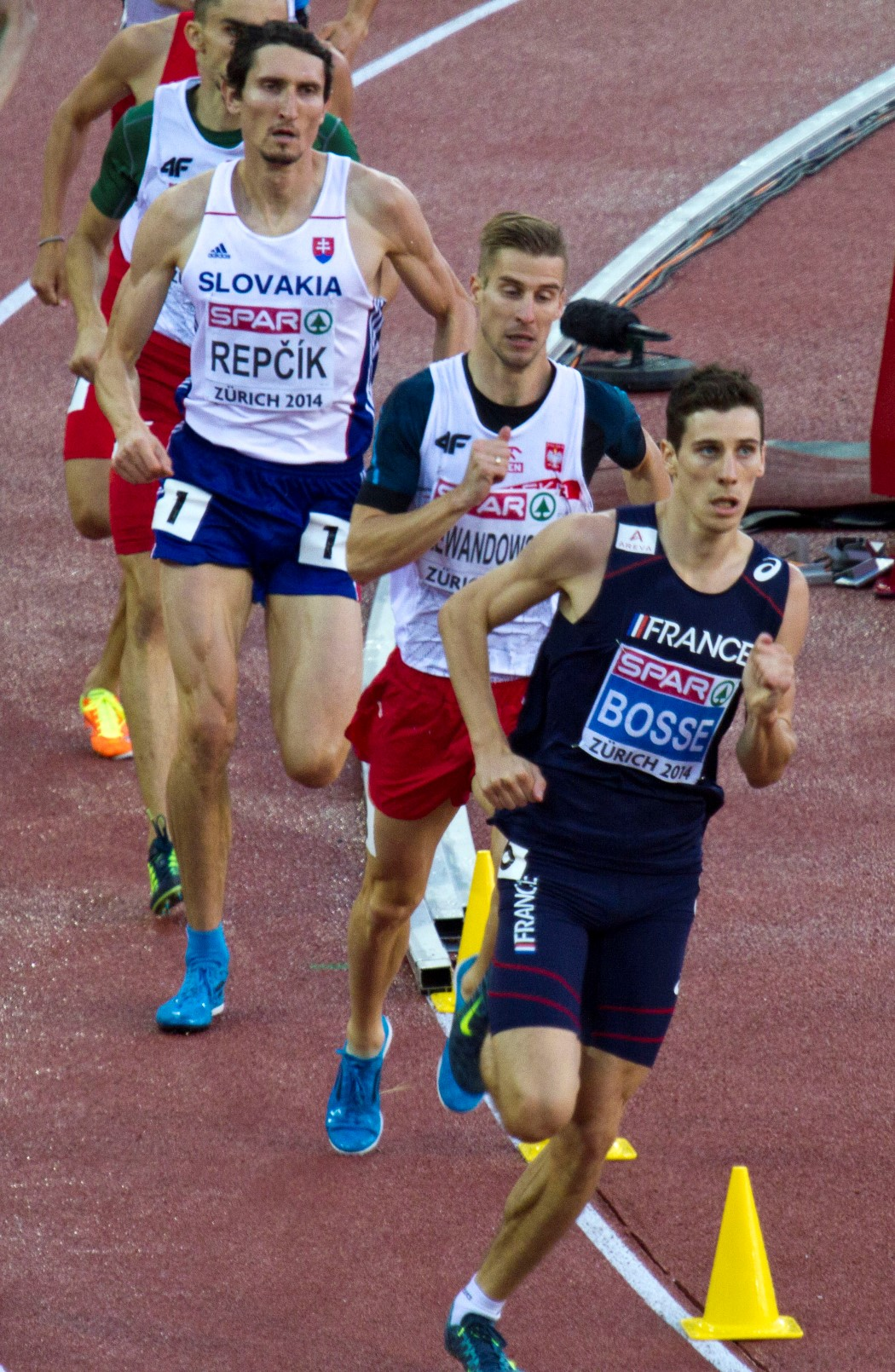
Finale: Beginn der zweiten Runde

Teilnehmer aus deutschsprachigen Ländern:
- In den Halbfinals (13. August) ausgeschieden:
Dennis Krüger  GER – Lauf 2, Platz 6 in 1:48,33 min
- In den Vorläufen (12. August) ausgeschieden:
Andreas Rapatz  AUT – Lauf 1, Platz 5 in 1:48,65 min
Hugo Santacruz  SUI – Lauf 3, Platz 6 in 1:49,16 min
Nikolaus Franzmair  AUT – Lauf 2, Platz 6 in 1:49,18 min
Charles Grethen  LUX – Lauf 2, Platz 8 in 1:50,36 min
David Fiegen  LUX – Lauf 3, Platz 8 in 1:51,00 min

### 1500 m
| Platz | Athlet                      | Land | Zeit (min) |
| ----- | --------------------------- | ---- | ---------- |
| 1     | Mahiedine Mekhissi-Benabbad | FRA  | 3:45,60    |
| 2     | Henrik Ingebrigtsen         | NOR  | 3:46,10    |
| 3     | Chris O’Hare                | GBR  | 3:46,18    |
| 4     | Paul Robinson               | IRL  | 3:46,35    |
| 5     | Homiyu Tesfaye              | GER  | 3:46,46    |
| 6     | David Bustos                | ESP  | 3:46,92    |
| 7     | Timo Benitz                 | GER  | 3:47,26    |
| 8     | Tarik Moukrime              | BEL  | 3:47,33    |

Datum: 17. August, 15:05 Uhr

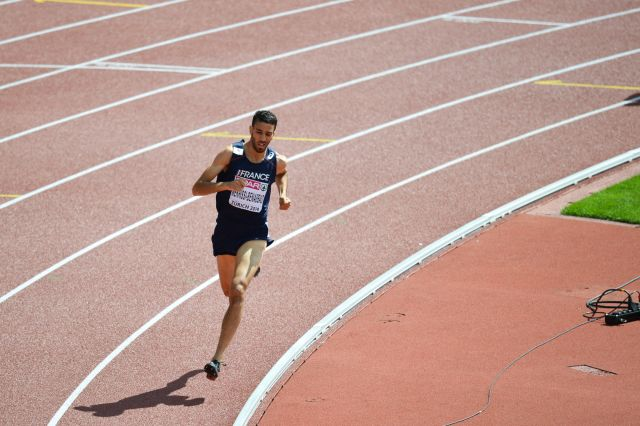
Bei seinem Ausflug auf die 1500-m-Strecke wurde Hindernisspezialist Mahiedine Mekhissi-Benabbad Europameister

Weitere Teilnehmer aus deutschsprachigen Ländern:
- Finale
Florian Orth  GER – Platz 10 in 3:54,35 min
- In den Vorläufen (15. August) ausgeschieden:
Jan Hochstrasser  SUI – Lauf 2, Platz 11 in 3:43,89 min
Andreas Vojta  AUT – Lauf 2, DSQ

### 5000 m
| Platz | Athlet            | Land | Zeit (min) |
| ----- | ----------------- | ---- | ---------- |
| 1     | Mohamed Farah     | GBR  | 14:05,82   |
| 2     | Hayle İbrahimov   | AZE  | 14:08,32   |
| 3     | Andrew Vernon     | GBR  | 14:09,48   |
| 4     | Richard Ringer    | GER  | 14:10,92   |
| 5     | Roberto Alaiz     | ESP  | 14:11,47   |
| 6     | Bouabdellah Tahri | FRA  | 14:11,62   |
| 7     | Arne Gabius       | GER  | 14:11,84   |
| 8     | Antonio Abadía    | ESP  | 14:11,89   |

Datum: 17. August, 16:30 Uhr

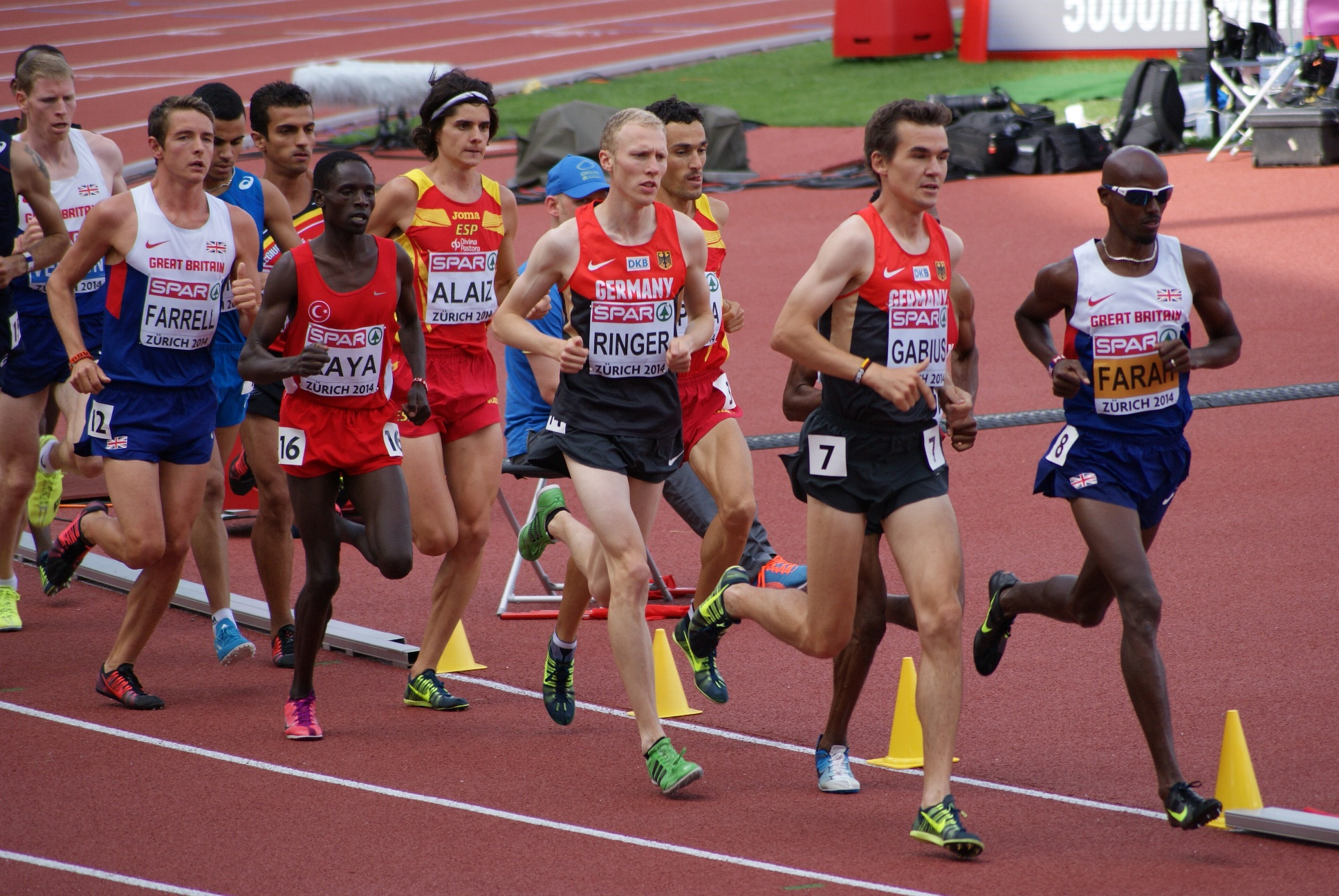
Die 5000-Meter-Läufer in einem taktischen Rennen

Weiterer Teilnehmer aus einem deutschsprachigen Land:

Brenton Rowe  AUT – Platz 13 in 14:16,46 min

### 10.000 m
| Platz | Athlet              | Land | Zeit (min) |
| ----- | ------------------- | ---- | ---------- |
| 1     | Mohamed Farah       | GBR  | 28:08,11   |
| 2     | Andrew Vernon       | GBR  | 28:08,66   |
| 3     | Ali Kaya            | TUR  | 28:08,72   |
| 4     | Polat Kemboi Arıkan | TUR  | 28:11,11   |
| 5     | Bashir Abdi         | BEL  | 28:13,61   |
| 6     | Daniele Meucci      | ITA  | 28:19,79   |
| 7     | Bouabdellah Tahri   | FRA  | 28:25,03   |
| 8     | Stefano La Rosa     | ITA  | 28:49,99   |

Datum: 13. August, 19:51 Uhr

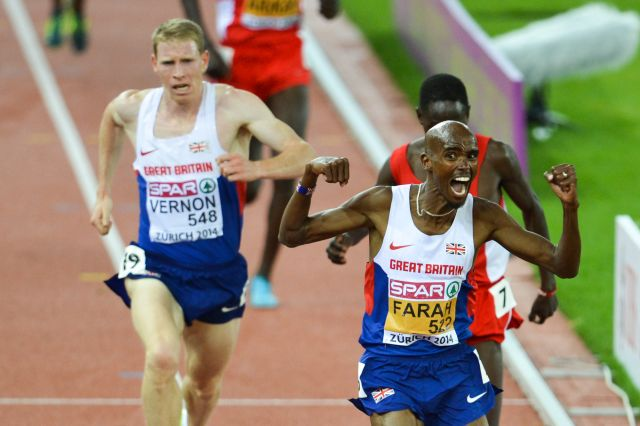
Zieleinlauf: Mo Farah vor Andrew Vernon und Ali Kaya (verdeckt)

In diesem Wettbewerb wurden zwei Athleten des Verstoßes gegen die Dopingbestimmungen überführt. Ihre hier erzielten Resultate wurden nachträglich annulliert.
- Dem Türken Mehmet Akkoyun, der das Rennen aufgegeben hatte, wurden Abweichungen in seinem Biologischen Pass nachgewiesen. Alle seine Resultate vom 11. August 2014 an wurden gestrichen. Er erhielt eine vierjährige Sperre bis zum 7. Februar 2021.[2]
- Der Schwede Adil Bouafif, der das Rennen nicht beendet hatte, wurde positiv auf nicht erlaubte Substanzen getestet. Alle seine Resultate vom 12. August 2014 an wurden ihm aberkannt. Er erhielt eine zweijährige Sperre bis zum 22. September 2016.[3]

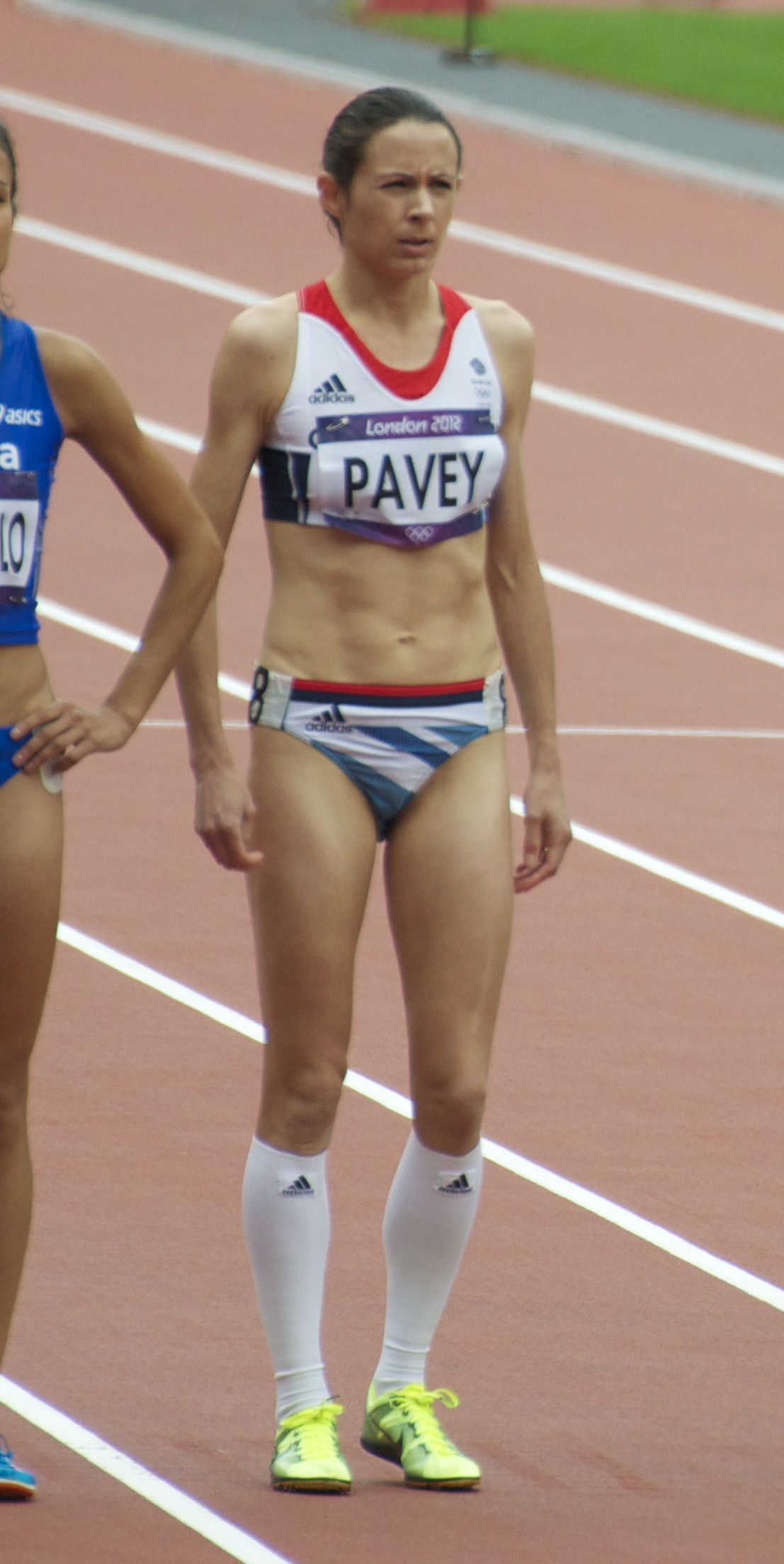
Joanne Pavey – nach Rang zwei 2012 nun der EM-Titel

Keine weiteren Teilnehmer aus deutschsprachigen Ländern

### Marathon
| Platz | Athlet            | Land | Zeit (h) |
| ----- | ----------------- | ---- | -------- |
| 1     | Daniele Meucci    | ITA  | 2:11:08  |
| 2     | Yared Shegumo     | POL  | 2:12:00  |
| 3     | Alexei Reunkow    | RUS  | 2:12:15  |
| 4     | Javier Guerra     | ESP  | 2:12:32  |
| 5     | Viktor Röthlin    | SUI  | 2:13:07  |
| 6     | Abdellatif Meftah | FRA  | 2:13:16  |
| 7     | Ruggero Pertile   | ITA  | 2:14:18  |
| 8     | André Pollmächer  | GER  | 2:14:51  |

Datum: 17. August, 9:00 Uhr

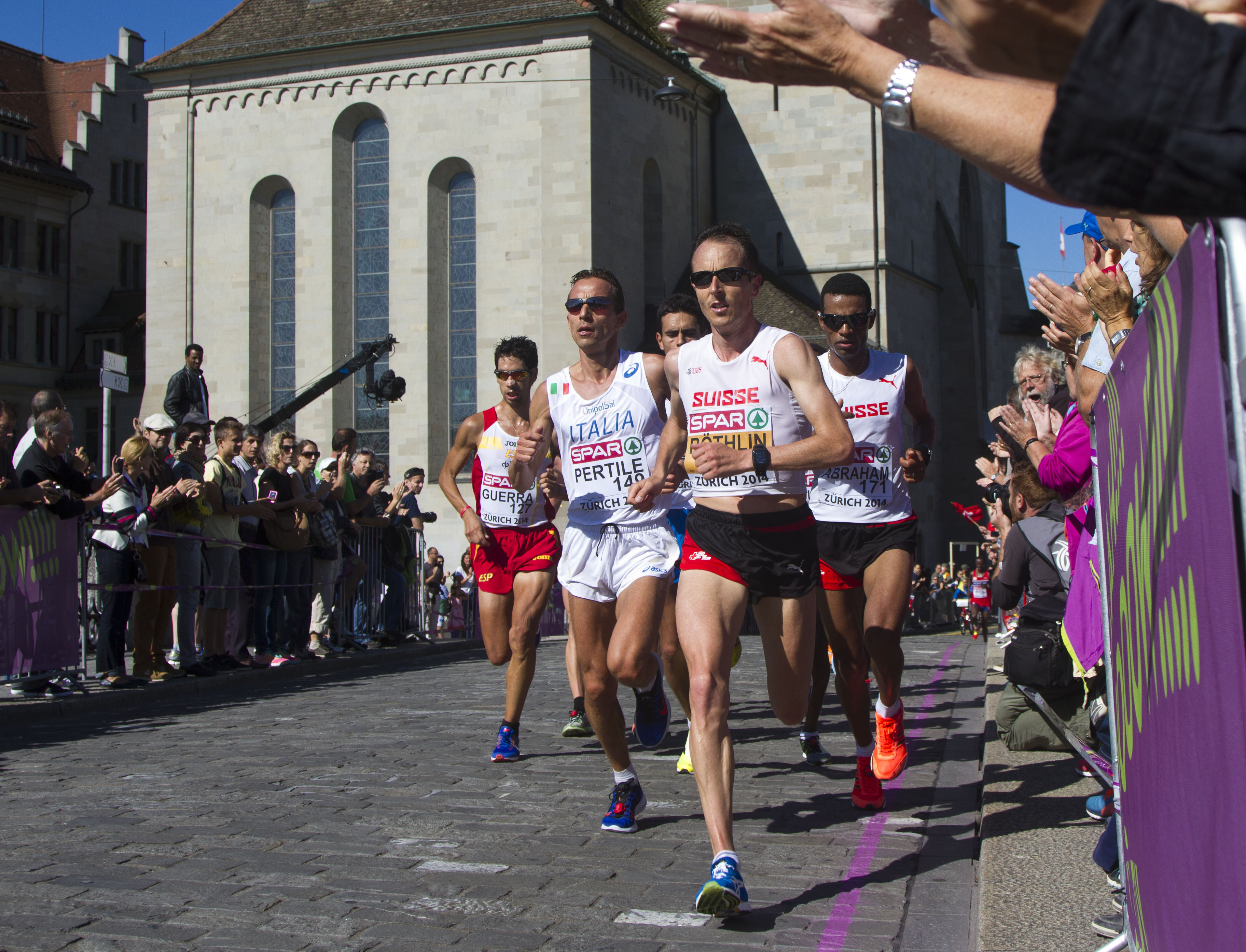
Spitzengruppe des Rennens in einer frühen Phase

Weitere Teilnehmer aus deutschsprachigen Ländern:

Tadesse Abraham  SUI – Platz 9 in 2:15:05 h

Christian Kreienbühl  SUI – Platz 23 in 2:18:36 h

Michael Ott  SUI – Platz 37 in 2:22:51 h

Patrick Wieser  SUI – Platz 44 in 2:25:33 h

Christian Pflügl  AUT – Platz 2453 in 2:25:51 h

Adrian Lehmann  SUI – Platz 45 in 2:26:37 h

#### Marathon-Cup
| Platz | Land        | Athleten | Zeit (h) |
| ----- | ----------- | --- | -------- |
| 1     | Russland    | Alexei Reunkow (3. in 2:12:15) Stepan Kisseljow (11. in 2:15:45) Sergei Rybin (21. in 2:18:04)                | 6:46:04  |
| 2     | Frankreich  | Abdellatif Meftah (6. in 2:13:16) Jean-Damascène Habarurema (13. in 2:16:04) Benjamin Malaty (15. in 2:17:09) | 6:46:29  |
| 3     | Schweiz     | Viktor Röthlin (5. in 2:13:07) Tadesse Abraham (9. in 2:15:05) Christian Kreienbühl (23. in 2:18:36)          | 6:46:48  |
| 4     | Italien     | Daniele Meucci (1. in 2:11:08) Ruggero Pertile (7. in 2:14:18) Michele Palamini (32. in 2:21:32)              | 6:46,58  |
| 5     | Dänemark    | Lars Budolfsen (17. in 2:17:54) Henrik Them Andersen (19. in 2:17:55) Jesper Faurschou (22. in 2:18:12)       | 6:54:01  |
| 6     | Ukraine     | Ihor Russ (24. in 2:19:19) Iwan Babaryka (27. 2:20:19) Ihor Olefirenko (29. in 2:20:36)                       | 7:00:14  |
| 7     | Irland      | Sean Hehir (20. in 2:17:59) Ruggero Pertile (7. in 2:14:18) Thomas Frazer (35. in 2:22:33)                    | 7:01:02  |
| 8     | Niederlande | Koen Raymaekers (31. in 2:20:49) Olfert Molenhuis (36. in 2:22:45) Ronald Schröers (42. in 2:24:51)           | 7:08:25  |

Datum: 17. August, 9:00 Uhr
Im Marathonlauf gab es zusätzlich auch eine Teamwertung, für die die Zeiten der drei besten Läufer je Nation addiert wurden. Die Wertung zählte allerdings nicht zum offiziellen Medaillenspiegel.
Keine Teilnehmer aus deutschsprachigen Ländern

### 110 m Hürden
| Platz | Athlet                  | Land | Zeit (s)                        |
| ----- | ----------------------- | ---- | ------------------------------- |
| 1     | Sergei Schubenkow       | RUS  | 0013,19                         |
| 2     | William Sharman         | GBR  | 0013,27                         |
| 3     | Pascal Martinot-Lagarde | FRA  | 0013,29                         |
| 4     | Balázs Baji             | HUN  | 0013,29 NR                      |
| 5     | Petr Svoboda            | CZE  | 0013,63                         |
| 6     | Artur Noga              | POL  | 0014,25                         |
| DSQ   | Dimitri Bascou          | FRA  | IWR 163, TR17.2.2 – Behinderung |
| DNS   | Lawrence Clarke         | GBR  |                                 |

Datum: 14. August, 21:50 Uhr
Wind: +0,5 m/s

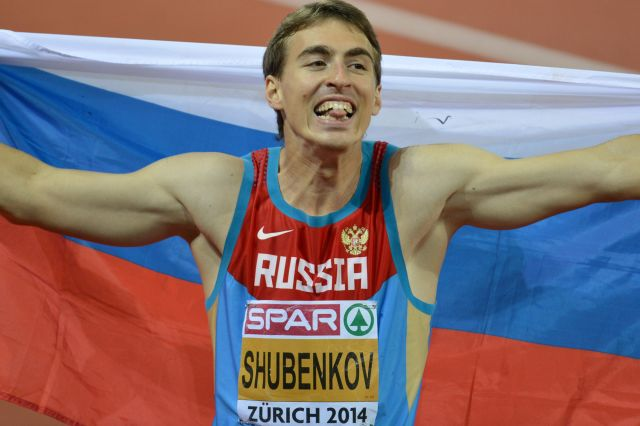
Sergei Schubenkow – erfolgreicher Titelverteidiger

Teilnehmer aus deutschsprachigen Ländern:
- In den Halbfinals (14. August) ausgeschieden:
Matthias Bühler  GER – Lauf 2, Platz 6 in 13,39 s
Erik Balnuweit  GER – Lauf 1, Platz 4 in 13,49 s
Gregor Traber  GER – Lauf 1, Platz 7 in 13,58 s
- In den Vorläufen (13. August) ausgeschieden:
Tobias Furer  SUI – Lauf 2, Platz 6 in 13,78 s

### 400 m Hürden
| Platz | Athlet           | Land | Zeit (s) |
| ----- | ---------------- | ---- | -------- |
| 1     | Kariem Hussein   | SUI  | 48,96    |
| 2     | Rasmus Mägi      | EST  | 49,06    |
| 3     | Denis Kudrjawzew | RUS  | 49,16    |
| 4     | Timofei Tschaly  | RUS  | 49,56    |
| 5     | Felix Franz      | GER  | 49,83    |
| 6     | Emir Bekrić      | SRB  | 49,90    |
| 7     | Varg Königsmark  | GER  | 49,91    |
| 8     | Oskari Mörö      | FIN  | 50,14    |

Datum: 15. August, 20:52 Uhr
Hier gab es einen Dopingfall:

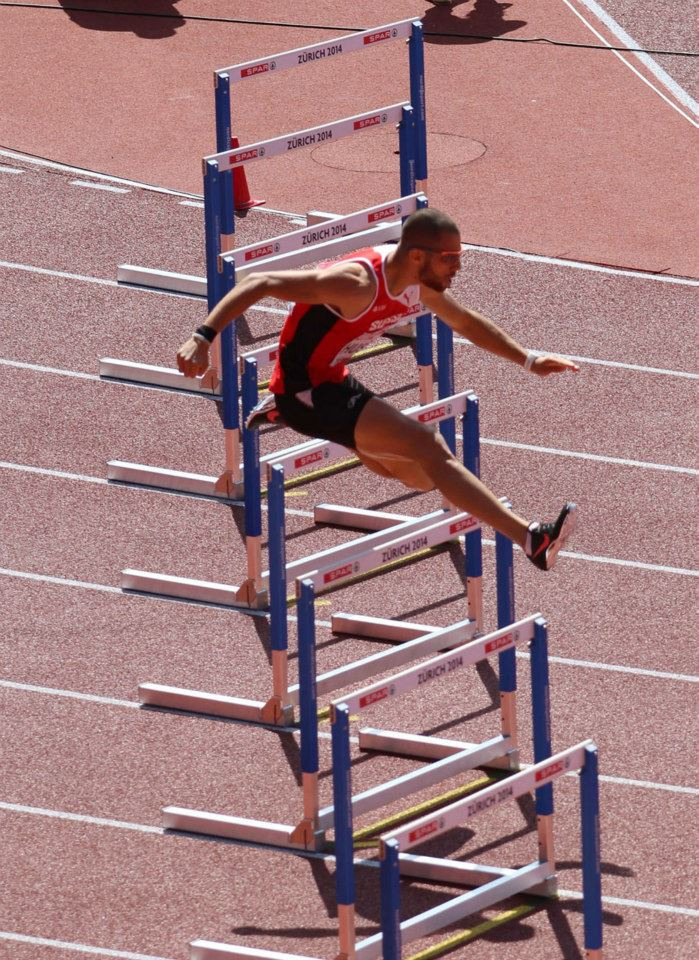
Kariem Hussein – Sieger über 400 m Hürden

Der im Vorlauf ausgeschiedene Moldawier Alexei Crawcenco wurde positiv getestet und disqualifiziert.
Weitere Teilnehmer aus deutschsprachigen Ländern:
- In den Vorläufen (12. August) ausgeschieden:
Thomas Kain  AUT – Lauf 4, Platz 6 in 50,90 s
Jonathan Puemi  SUI – Lauf 1, Platz 7 in 51,40 s (SBe)
Jaques Frisch  LUX – Lauf 5, Platz 8 in 54,06 s

### 3000 m Hindernis
| Platz | Athlet             | Land | Zeit (min) |
| ----- | ------------------ | ---- | ---------- |
| 1     | Yoann Kowal        | FRA  | 8:26,66    |
| 2     | Krystian Zalewski  | POL  | 8:27,11    |
| 3     | Ángel Mullera      | ESP  | 8:29,16    |
| 4     | Sebastián Martos   | ESP  | 8:30,08    |
| 5     | Iwan Lukjanow      | RUS  | 8:32,50    |
| 6     | Jukka Keskisalo    | FIN  | 8:32,70    |
| 7     | Steffen Uliczka    | GER  | 8:32,99    |
| 8     | Tarık Langat Akdağ | TUR  | 8:33,13    |

Finale: 14. August, 20:45 Uhr

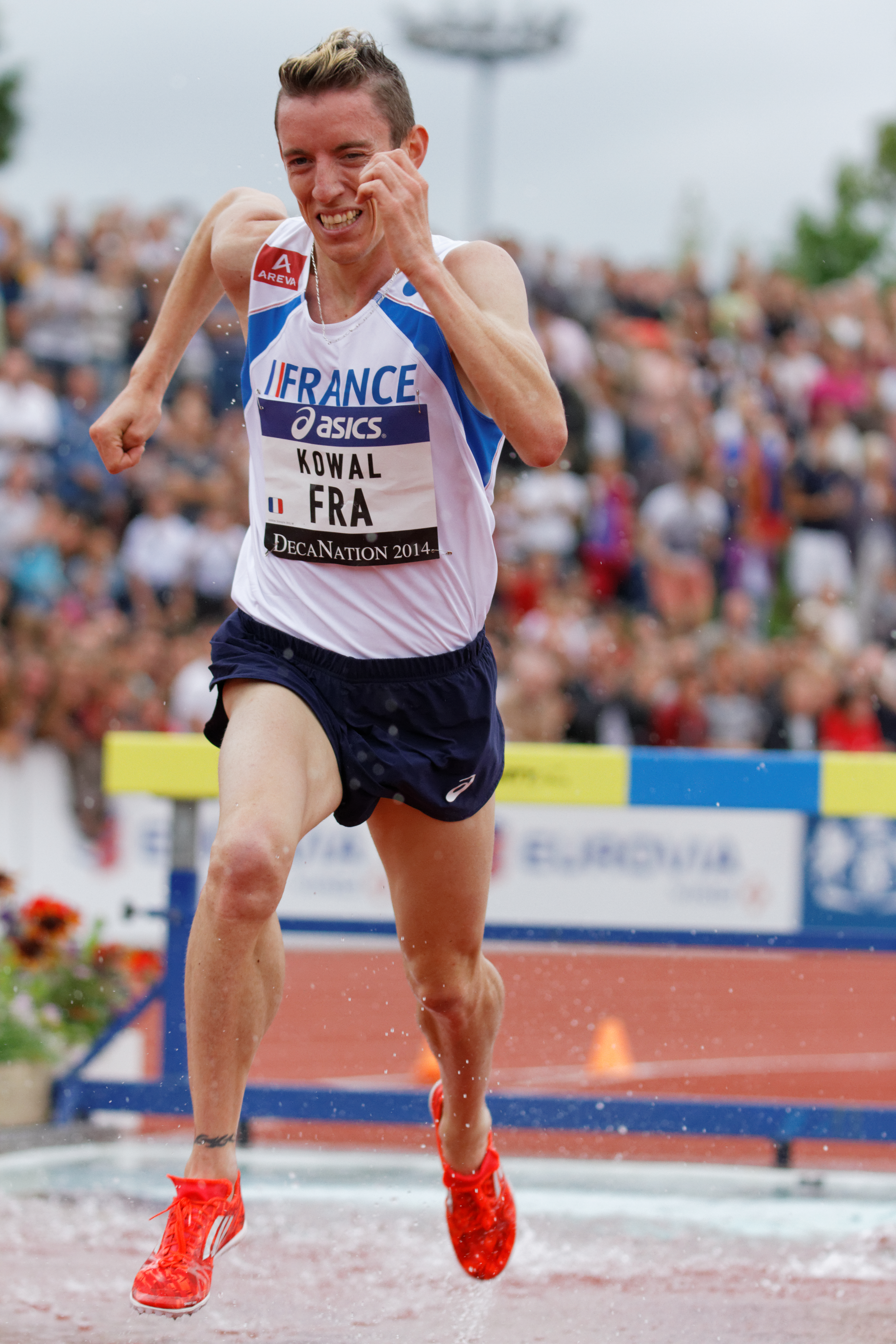
Yoann Kowal – Europameister nach Mahiedine Mekhissi-Benabbads Disqualifikation

Der zunächst erstplatzierte französische Mahiedine Mekhissi-Benabbad, zweifacher Olympiazweiter (2008/2012), zweifacher WM-Dritter (2011/2013), zweifacher Europameister (2010/2012) und Europarekordinhaber sowie außerdem hier drei Tage später Europameister über 1500 Meter, wurde disqualifiziert, weil er auf der Zielgeraden circa 100 Meter vor dem Ziel sein Trikot ausgezogen hatte. Anfangs wurde er nur verwarnt, dann jedoch nach einem Protest des spanischen Teams disqualifiziert. Dazu fand die Regel 142, Technische Regel 4.4.3 der Internationalen Wettkampfregeln (IWR) Anwendung.
Außerdem gab es einen Dopingfall in diesem Wettbewerb:

Der Biologische Pass des Türken Hakan Duvar, der als Achter des ersten Vorlaufs ausgeschieden war, wies mit Datum vom 11. August 2014 unerlaubte Abweichungen auf. Die seit dem 11. August 2014 erzielten Resultate des Läufers wurden annulliert. Außerdem erhielt er eine vierjährige Sperre vom 26. Dezember 2016 bis 25. Dezember 2020.
Weitere Teilnehmer aus deutschsprachigen Ländern:
- Finale:
Martin Grau  GER – Platz 13 in 8:44,46 min
- In den Vorläufen (12. August) ausgeschieden:
Christian Steinhammer  AUT – Lauf 1, Platz 12 in 8:58,58 min

### 4 × 100 m Staffel
| Platz | Land           | Athleten | Zeit (s) |
| ----- | -------------- | --- | -------- |
| 1     | Großbritannien | James Ellington Harry Aikines-Aryeetey Richard Kilty Adam Gemili (Finale) im Vorlauf außerdem: Danny Talbot | 37,93 EL |
| 2     | Deutschland    | Julian Reus Sven Knipphals Alexander Kosenkow Lucas Jakubczyk                                               | 38,09000 |
| 3     | Frankreich     | Pierre Vincent Christophe Lemaitre Teddy Tinmar Ben Bassaw                                                  | 38,47000 |
| 4     | Schweiz        | Pascal Mancini Amaru Reto Schenkel Suganthan Somasundaram Alex Wilson                                       | 38,56000 |
| 5     | Niederlande    | Giovanni Codrington Churandy Martina Hensley Paulina Wouter Brus                                            | 38,60000 |
| 6     | Polen          | Adam Pawlowski (Finale) Dariusz Kuć Robert Kubaczyk Karl Zalewski im Vorlauf außerdem: Kamil Masztak        | 38,85000 |
| DNF   | Italien        | Fabio Cerutti Eseosa Desalu Diego Marani Delmas Obou                                                        |          |
| DNF   | Portugal       | Diogo Antunes Francis Obikwelu Arnaldo Abrantes Yazaldes Nascimento                                         |          |

Datum: 17. August, 17:05 Uhr
Keine weiteren Staffeln aus deutschsprachigen Ländern

### 4 × 400 m Staffel
| Platz | Land           | Athleten | Zeit (min) |
| ----- | -------------- | --- | ---------- |
| 1     | Großbritannien | Conrad Williams (Finale) Matthew Hudson-Smith (Finale) Michael Bingham Martyn Rooney im Vorlauf außerdem: Nigel Levine Rabah Yousif | 2:58,79 EL |
| 2     | Polen          | Rafał Omelko Kacper Kozłowski Łukasz Krawczuk (Finale) Jakub Krzewina (Finale) im Vorlauf außerdem: Michał Pietrzak Andrzej Jaros   | 2:59,85000 |
| 3     | Frankreich     | Mame-Ibra Anne Teddy Atine-Venel Mamoudou Hanne Thomas Jordier                                                                      | 2:59,89000 |
| 4     | Irland         | Brian Gregan Mark Englisch (Finale) Richard Morrissey Thomas Barr im Vorlauf außerdem: Brian Murphy                                 | 3:01,67 NR |
| 5     | Deutschland    | Kamghe Gaba (Finale) Miguel Rigau Jonas Plass Thomas Schneider im Vorlauf außerdem: David Gollnow                                   | 3:01,70000 |
| 6     | Belgien        | Julien Watrin Kevin Borlée Michaël Bultheel Stef Vanhaeren (Finale) im Vorlauf außerdem: Antoine Gillet                             | 3:02,60000 |
| 7     | Tschechien     | Jan Tesař Daniel Němeček Michal Desenský Patrik Šorm                                                                                | 3:04,56000 |
| DOP   | Russland       | Maxim Dyldin (Finale) Pawel Iwaschko Nikita Uglow Wladimir Krasnow im Vorlauf außerdem: Pawel Trenichin                             |            |

Datum: 17. August, 15:42 Uhr
Hier kam es zu einer dopingbedingten Disqualifikation:
Der auch im 400-Meter-Einzelrennen disqualifizierte Maxim Dyldin war Mitglied der russische Staffel. Diese hatte im Finale zunächst den zweiten Rang belegt, wurde jedoch nach Bekanntwerden von Dyldins Dopingverstoß ebenfalls disqualifiziert.
Weitere Staffel aus einem deutschsprachigen Land:

 Schweiz (Silvan Lutz, Danielle Angelella, Philipp Weissenberger, Johannes Wagner) –
Vorlauf (16. August) 2, Platz 6 in 3:08,63 min und damit ausgeschieden

### 20 km Gehen

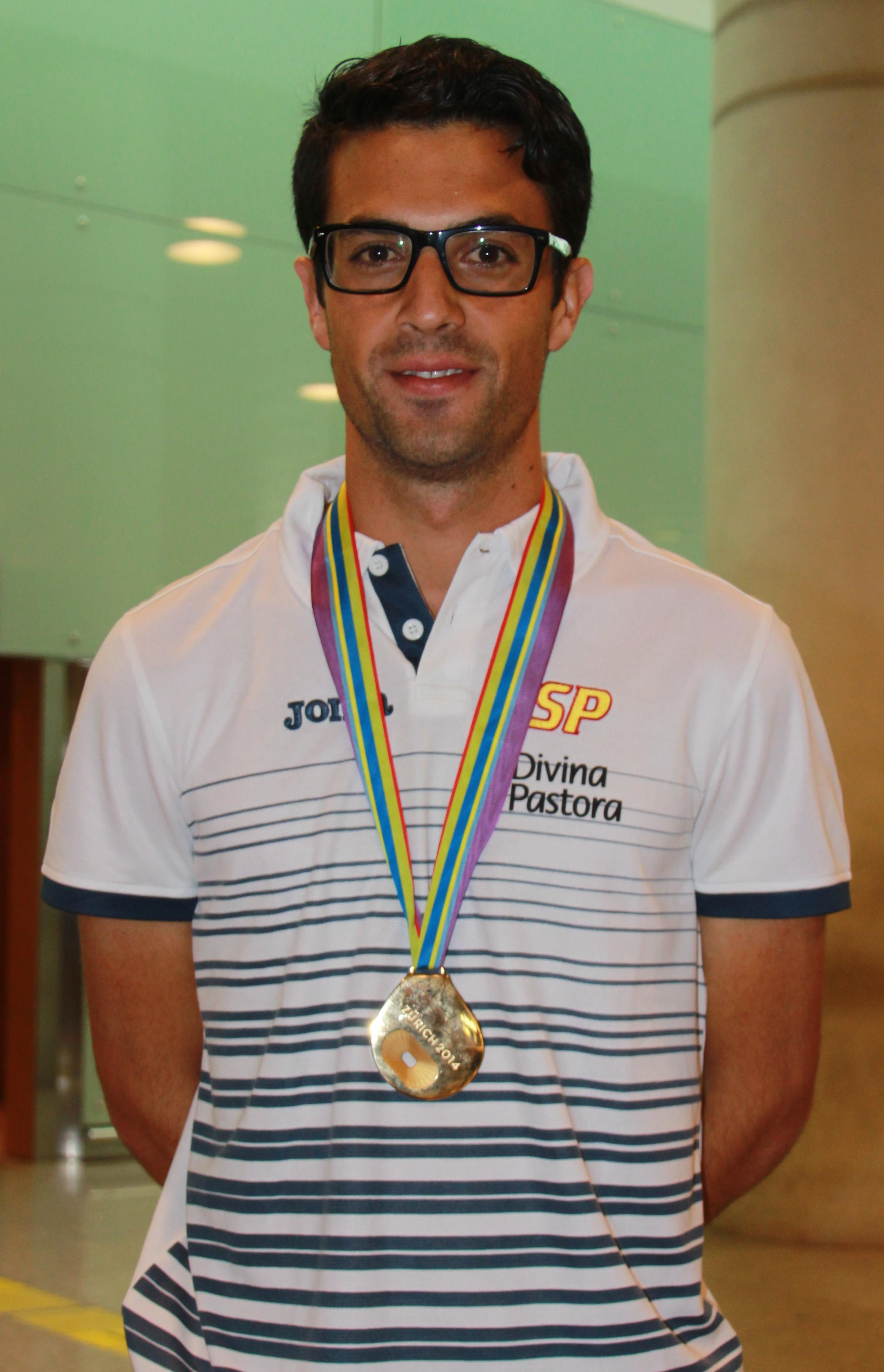
Miguel Ángel López, nach der Vizeweltmeisterschaft 2013 nun der EM-Titel

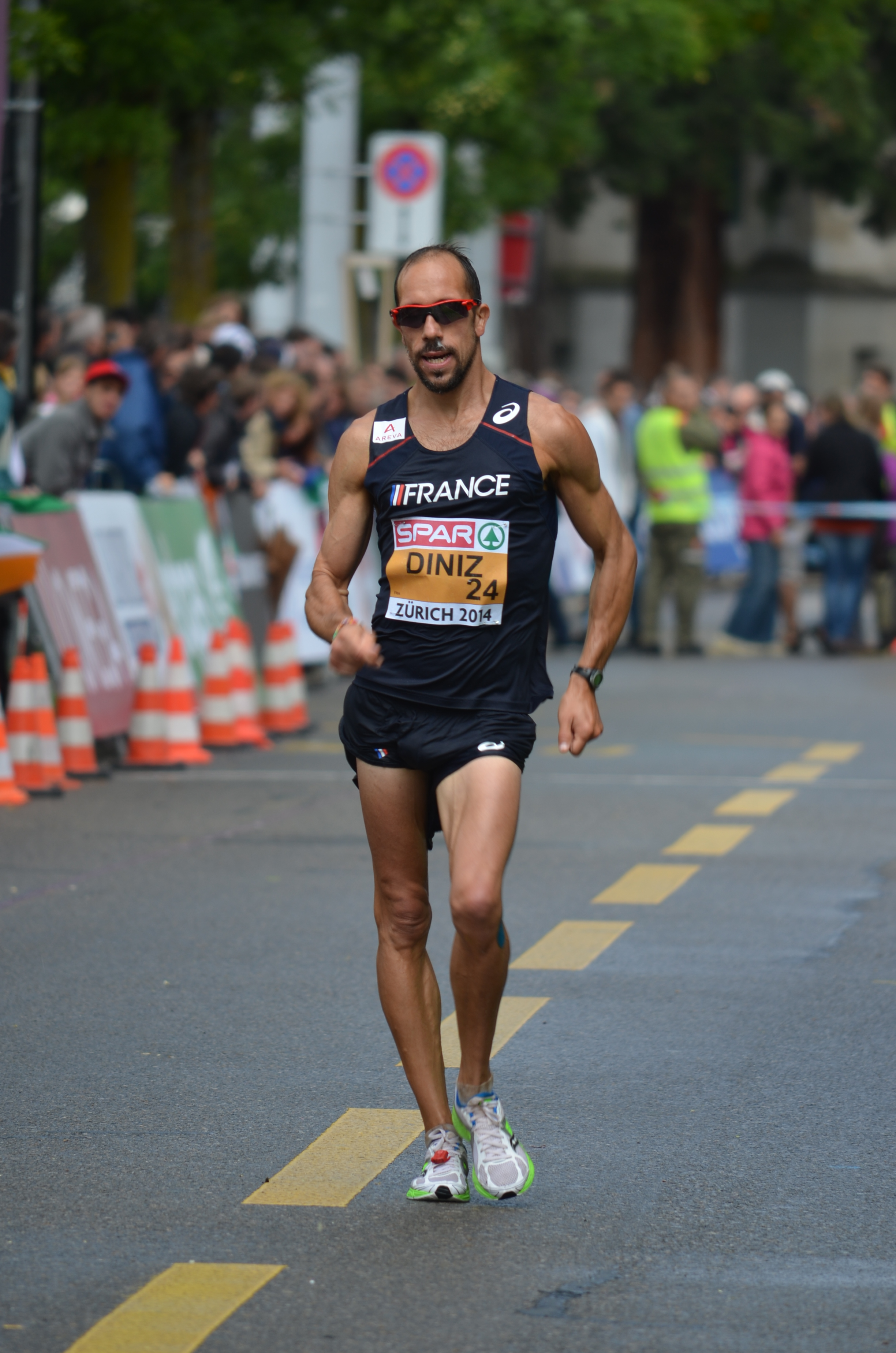
Yohan Diniz – Europameister mit neuem Weltrekord

| Platz | Athlet             | Land | Zeit (h) |
| ----- | ------------------ | ---- | -------- |
| 1     | Miguel Ángel López | ESP  | 1:19:44  |
| 2     | Denis Strelkow     | RUS  | 1:19:46  |
| 3     | Ruslan Dmytrenko   | UKR  | 1:19:46  |
| 4     | Christopher Linke  | GER  | 1:21:00  |
| 5     | Álvaro Martín      | ESP  | 1:21:41  |
| 6     | Andrij Kowenko     | UKR  | 1:21:48  |
| 7     | Giorgio Rubino     | ITA  | 1:22:07  |
| 8     | Erik Tysse         | NOR  | 1:22:19  |

Datum: 13. August, 9:20 Uhr
Am 22. März 2019 stellte sich heraus, dass diese Disziplin von einem Dopingfall betroffen war:

Der ursprüngliche Zweite Alexandr Iwanow aus Russland musste seine Silbermedaille wieder abgeben, nachdem ihm laut russischem Leichtathletikverband Abweichungen im Blut nachgewiesen worden waren. Alle seine Resultate zwischen Juli 2012 und August 2015 wurden annulliert, unter anderem auch sein WM-Titel von 2013. Außerdem wurde er rückwirkend ab 2. Mai 2017 für drei Jahre gesperrt.
Weitere Teilnehmer aus einem deutschsprachigen Land:
Hagen Pohle  GER – Platz 15 in 1:24:00 h
Nils Christopher Gloger  GER – Platz 27 in 1:29:44 h

### 50 km Gehen
| Platz | Athlet             | Land | Zeit (h)   |
| ----- | ------------------ | ---- | ---------- |
| 1     | Yohann Diniz       | FRA  | 3:32:33 WR |
| 2     | Matej Tóth         | SVK  | 3:36:21 NR |
| 3     | Iwan Noskow        | RUS  | 3:37:41000 |
| 4     | Iwan Banseruk      | UKR  | 3:44:49000 |
| 5     | Ihor Hlawan        | UKR  | 3:45:08000 |
| 6     | Marco De Luca      | ITA  | 3:45:25000 |
| 7     | Jesús Ángel García | ESP  | 3:45:41000 |
| 8     | Rafał Augustyn     | POL  | 3:48:15000 |

Datum: 15. August, 9:00 Uhr
Auch auf der langen Gehstrecke gab es einen Dopingfall:

Im Blut des russischen Gehers Michail Ryschow wurde am 2. Juni 2015 im russischen Trainingszentrum in Saransk bei einem Dopingtest Erythropoetin (EPO) nachgewiesen. Er erhielt eine vierjährige Sperre vom 15. Juli 2015 bis 14. Juli 2019. Darüber hinaus wurden von ihm erzielte Ergebnisse annulliert, darunter sein zweiter Platz bei den Weltmeisterschaften 2013 sowie sein vierter Platz bei diesen Europameisterschaften.
Teilnehmer aus einem deutschsprachigen Land:
Carl Dohmann  GER – Platz 14 in 3:51:27 h

### Hochsprung
| Platz | Athlet            | Land | Höhe (m) |
| ----- | ----------------- | ---- | -------- |
| 1     | Bohdan Bondarenko | UKR  | 2,35     |
| 2     | Andrij Prozenko   | UKR  | 2,33     |
| 3     | Jaroslav Bába     | CZE  | 2,30     |
| 4     | Daniil Zyplakow   | RUS  | 2,26     |
| 5     | Jurij Krymarenko  | UKR  | 2,26     |
| 6     | Gianmarco Tamberi | ITA  | 2,26     |
| 6     | Marco Fassinotti  | ITA  | 2,26     |
| 6     | Tichomir Iwanow   | BUL  | 2,26     |

Datum: 15. August, 19:46 Uhr

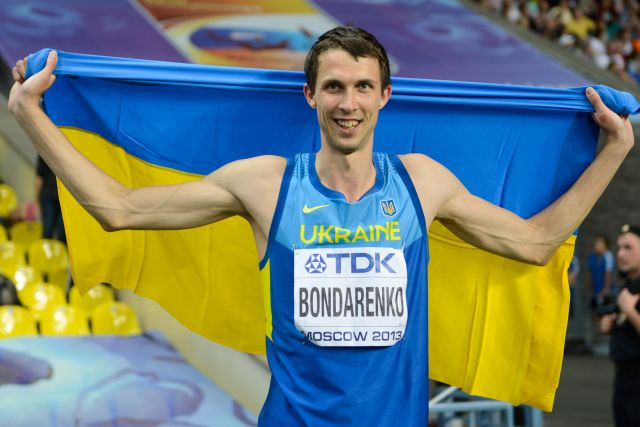
Mit Bohdan Bondarenko wurde der amtierende Weltmeister nun auch Europameister

Im Hochsprung gab es einen Dopingfall.
Der Russe Iwan Uchow, zunächst Bronzemedaillengewinner, war laut McLaren-Report zusammen mit elf weiteren russischen Leichtathleten 2012 und 2013 Teil eines Dopingprogramms mit Anabolen Steroiden. Iwan Uchow wurde für vier Jahre gesperrt, seine Ergebnisse zwischen dem 16. Juli 2012 und dem 31. Dezember 2015 wurden annulliert, darunter sein Olympiasieg 2012 und sein dritter Platz bei diesen Europameisterschaften.
Keine Teilnehmer aus deutschsprachigen Ländern

### Stabhochsprung
| Platz | Athlet                 | Land | Höhe (m) |
| ----- | ---------------------- | ---- | -------- |
| 1     | Renaud Lavillenie      | FRA  | 5,90     |
| 2     | Paweł Wojciechowski    | POL  | 5,70     |
| 3     | Jan Kudlička           | CZE  | 5,70     |
| 3     | Kévin Menaldo          | FRA  | 5,70     |
| 5     | Alexander Gripitsch    | RUS  | 5,65     |
| 6     | Piotr Lisek            | POL  | 5,65     |
| 7     | Konstadínos Filippídis | GRE  | 5,60     |
| 8     | Edi Maia               | POR  | 5,60     |

Datum: 16. August, 15:03 Uhr

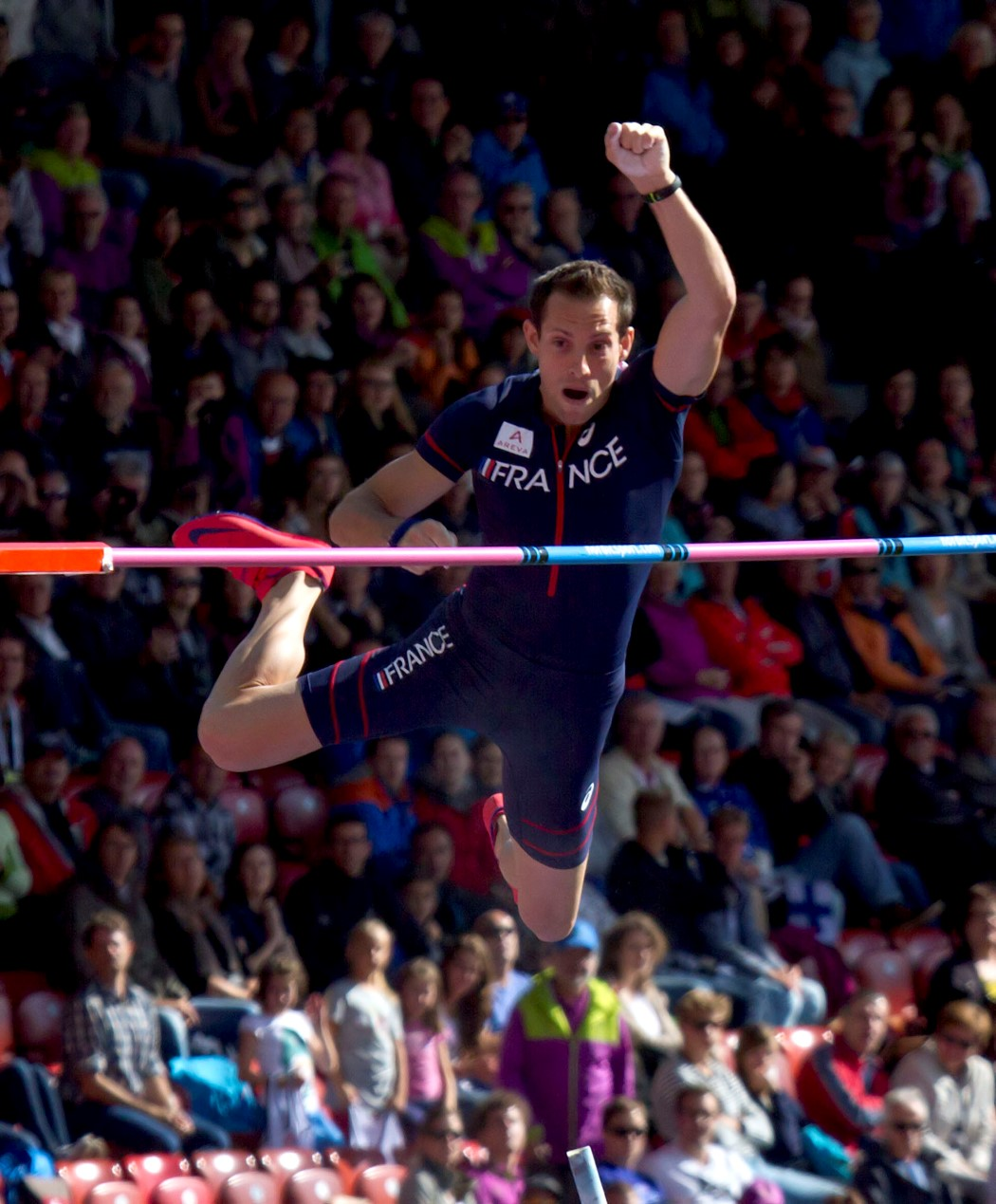
Renaud Lavillenie bei seinem Sprung über 5,80 m

Weitere Teilnehmer aus deutschsprachigen Ländern:
- Finale:
Karsten Dilla  GER – Platz 9 mit 5,40 m
- In der Qualifikation (14. August) ausgeschieden:
Marquis Richards  SUI – Gruppe B, Platz 9 mit 5,40 m
Tobias Scherbarth  GER – Gruppe A, NM
Malte Mohr  GER – Gruppe B, DNS

### Weitsprung
| Platz | Athlet           | Land | Weite (m) |
| ----- | ---------------- | ---- | --------- |
| 1     | Greg Rutherford  | GBR  | 8,29      |
| 2     | Loúis Tsátoumas  | GRE  | 8,15      |
| 3     | Kafétien Gomis   | FRA  | 8,14      |
| 4     | Eusebio Cáceres  | ESP  | 8,11      |
| 5     | Michel Tornéus   | SWE  | 8,09      |
| 6     | Ignisious Gaisah | NED  | 8,08      |
| 7     | Tomasz Jaszczuk  | POL  | 8,07      |
| 8     | Christian Reif   | GER  | 7,95      |

Datum: 17. August, 15:56 Uhr

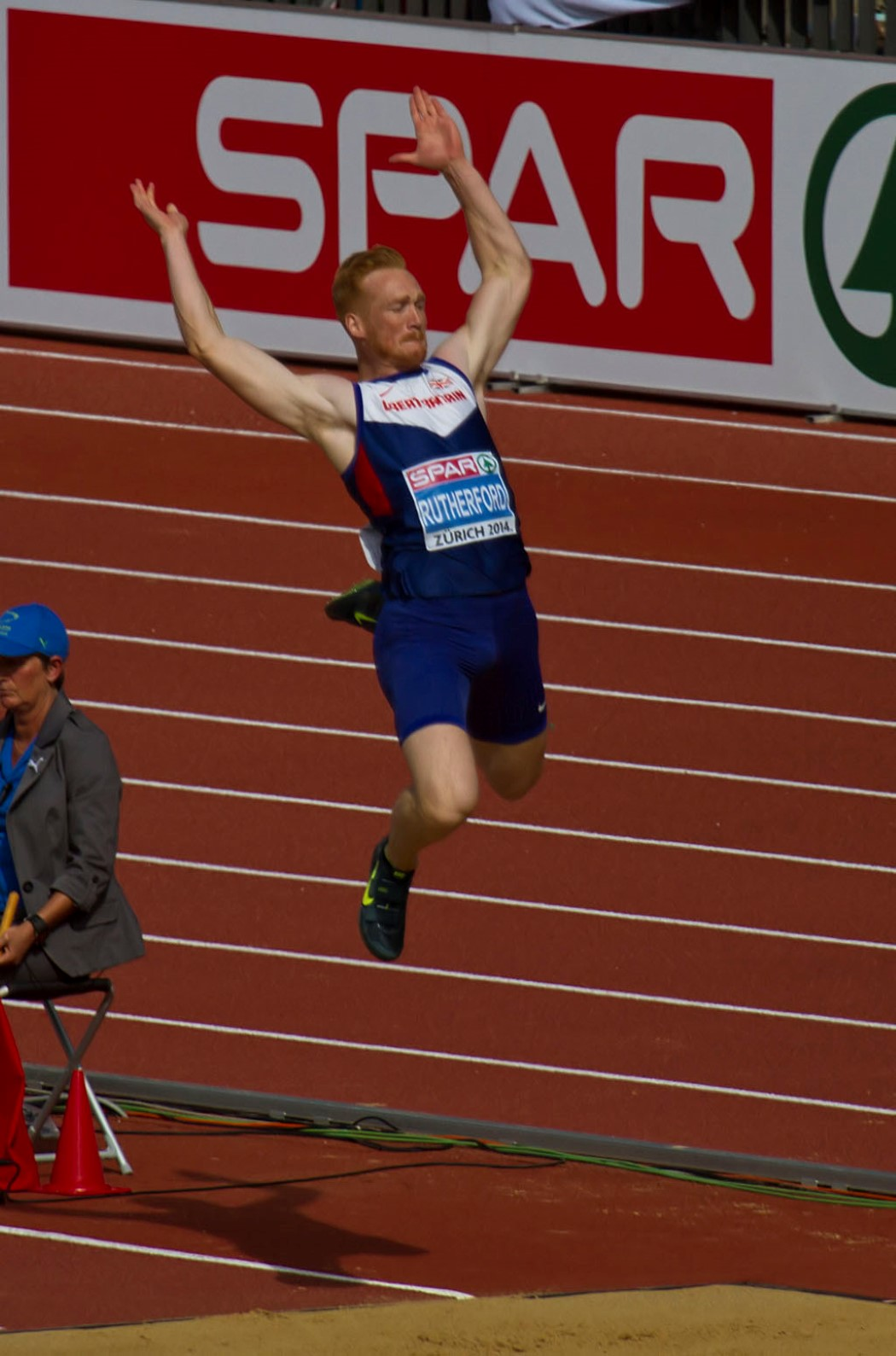
Weitsprung-Sieger Greg Rutherford

Weitere Teilnehmer aus deutschsprachigen Ländern:
- In der Qualifikation (15. August) ausgeschieden:
Yves Zellweger  SUI – Gruppe B, Platz 10 mit 7,64 m
Julian Howard  GER – Gruppe A, Platz 10 mit 7,63 m
Sebastian Bayer  GER – Gruppe B, Platz 13 mit 7,56 m

### Dreisprung
| Platz | Athlet            | Land | Weite (m) |
| ----- | ----------------- | ---- | --------- |
| 1     | Benjamin Compaoré | FRA  | 17,46     |
| 2     | Ljukman Adams     | RUS  | 17,09     |
| 3     | Alexei Fjodorow   | RUS  | 17,04     |
| 4     | Yoann Rapinier    | FRA  | 17,01     |
| 5     | Marian Oprea      | ROM  | 16,94     |
| 6     | Nelson Évora      | POR  | 16,78     |
| 7     | Fabrizio Donato   | ITA  | 16,66     |
| 8     | Pablo Torrijos    | ESP  | 16,56     |

Datum: 14. August, 20:10 Uhr

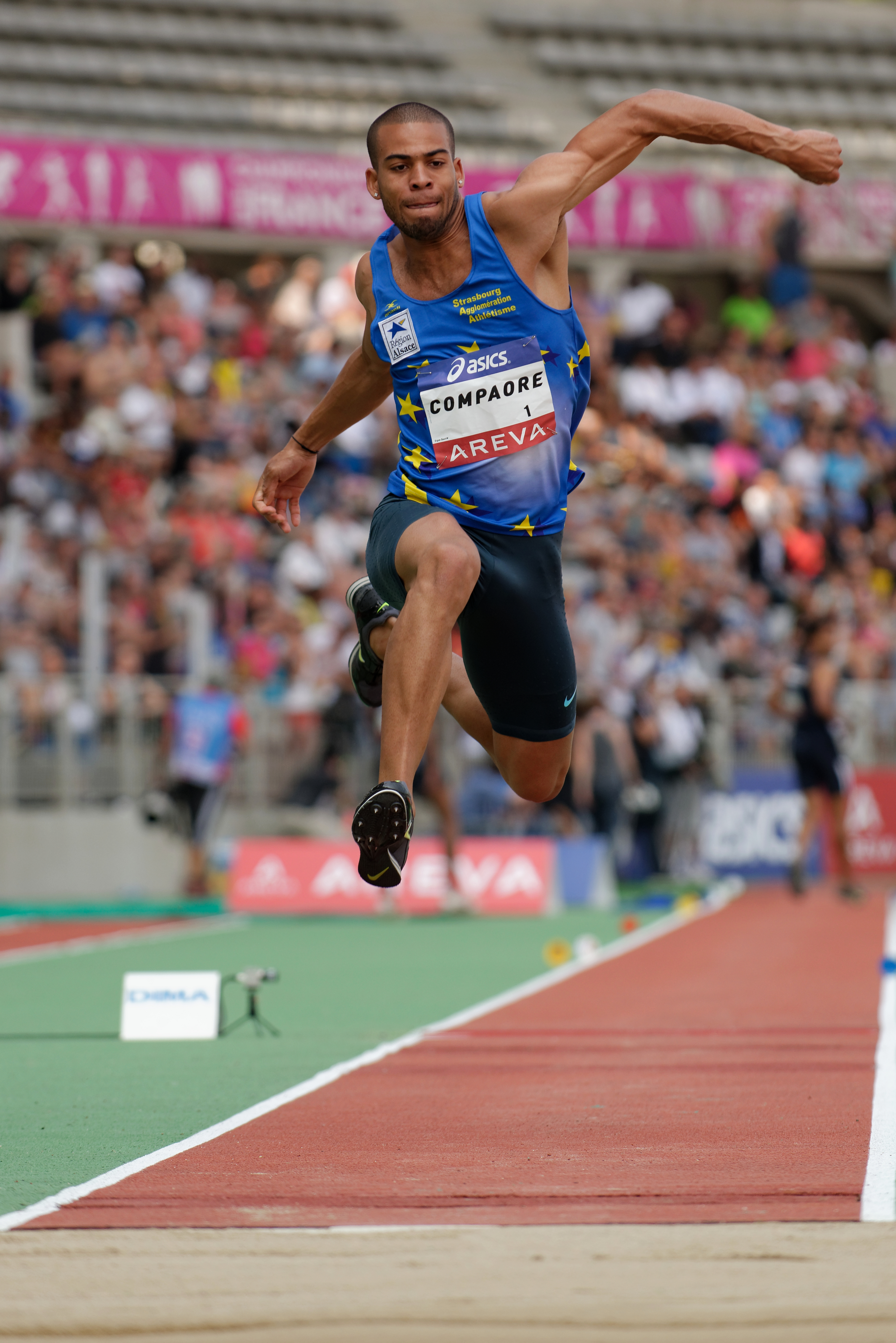
Europameister Benjamin Compaoré

Teilnehmer aus einem deutschsprachigen Land:
- In der Qualifikation (12. August) ausgeschieden:
Alexander Hochuli  SUI – Gruppe A, Platz 10 mit 15,95 m

### Kugelstoßen
| Platz | Athlet          | Land | Weite (m) |
| ----- | --------------- | ---- | --------- |
| 1     | David Storl     | GER  | 21,41     |
| 2     | Borja Vivas     | ESP  | 20,86     |
| 3     | Tomasz Majewski | POL  | 20,83     |
| 4     | Stipe Žunić     | CRO  | 20,60     |
| 5     | Asmir Kolašinac | SRB  | 20,55     |
| 6     | Jan Marcell     | CZE  | 20,48     |
| 7     | Marco Fortes    | POR  | 20,35     |
| 8     | Waleri Kokojew  | RUS  | 20,23     |

Datum: 12. August, 19:34 Uhr

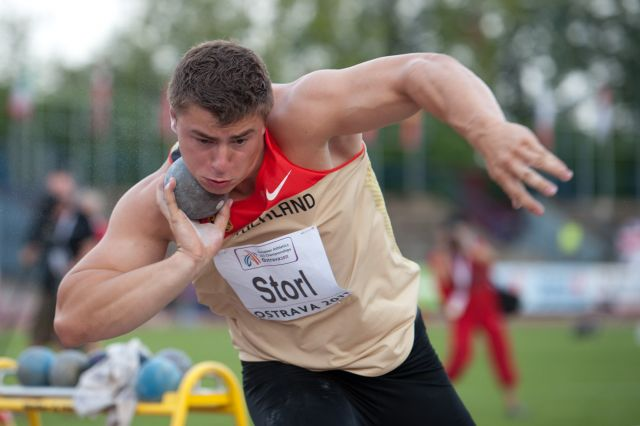
David Storl verteidigte seinen EM-Titel von 2012 erfolgreich

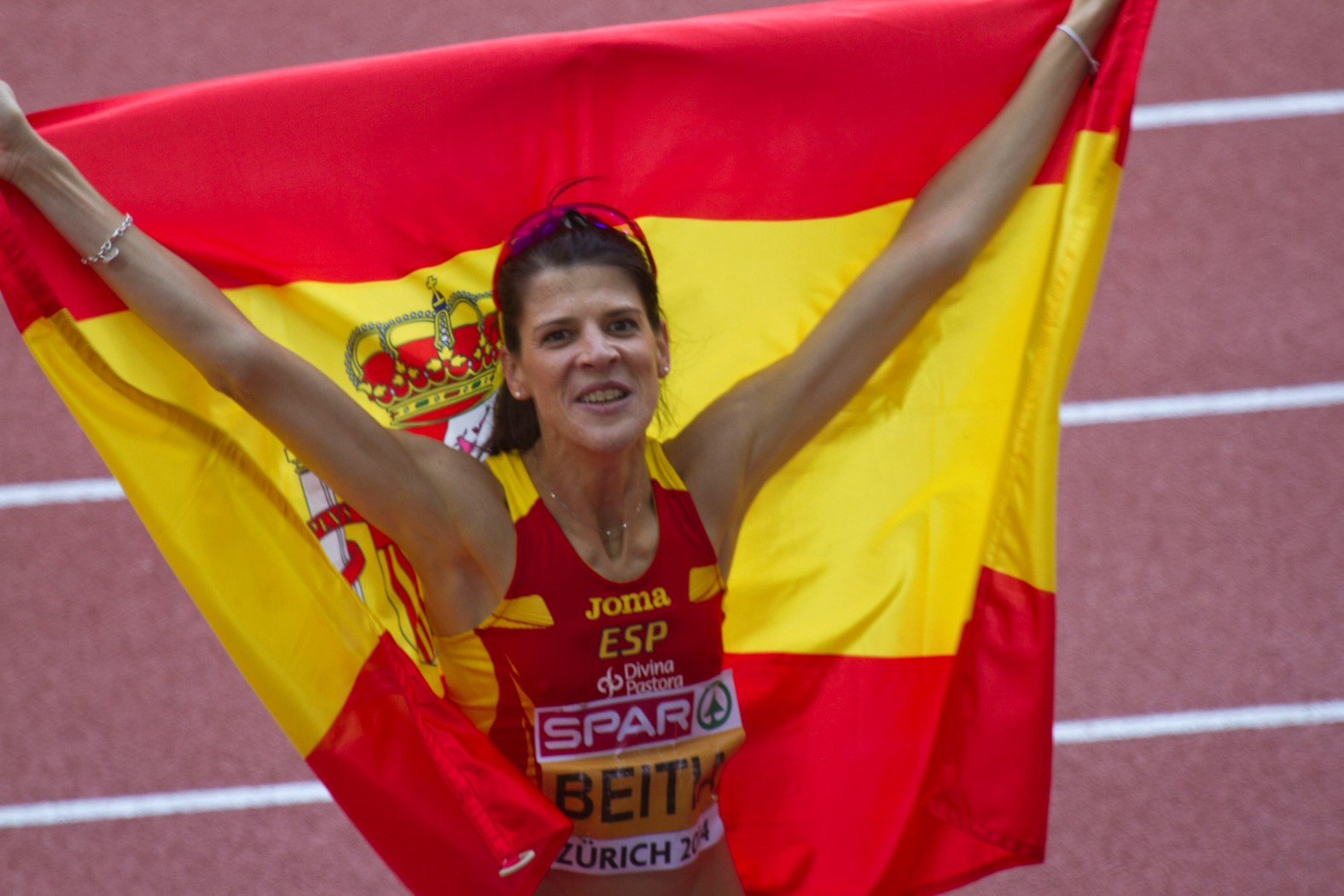
Ruth Beitia feierte ihren Erfolg

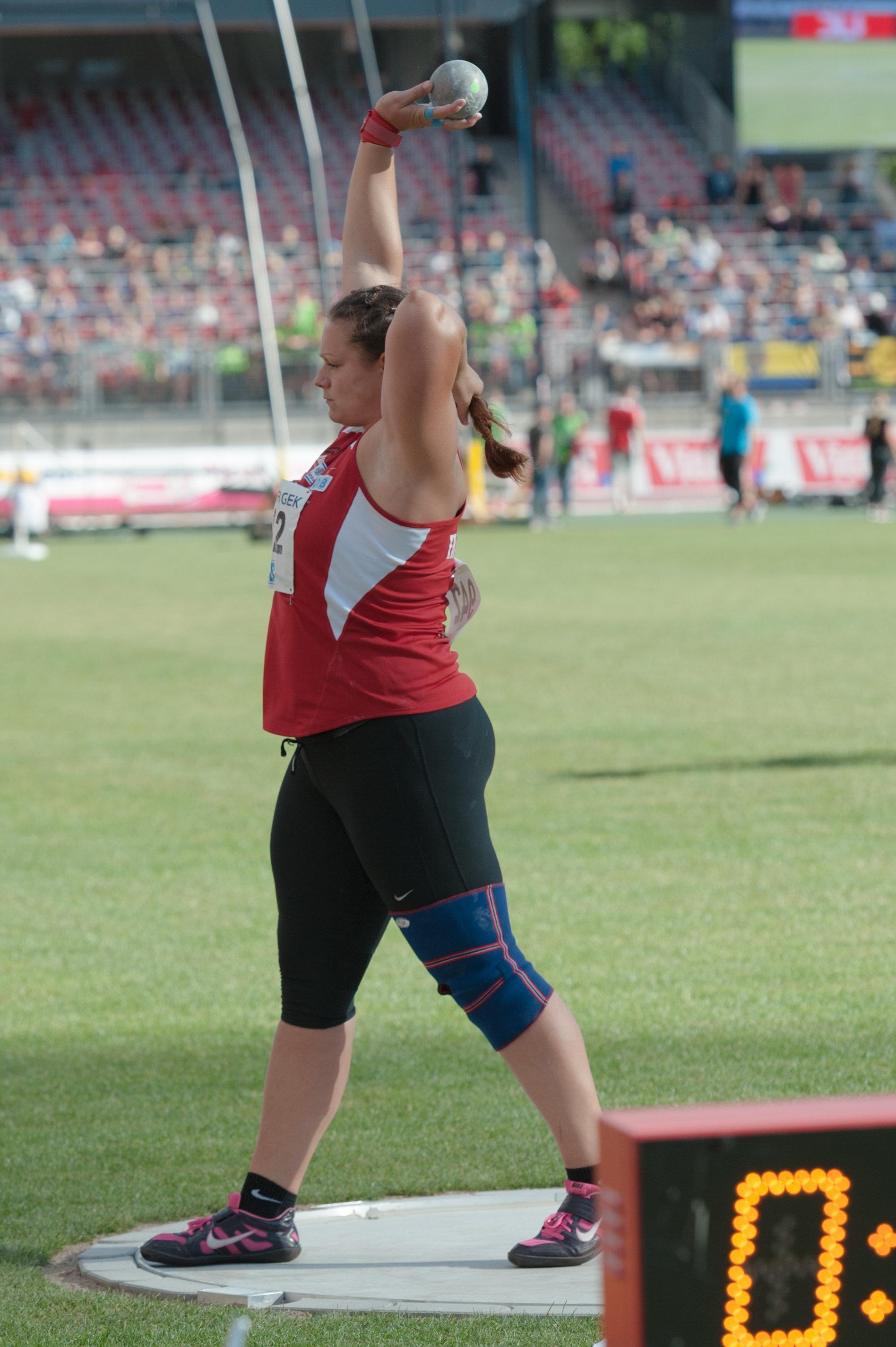
Christina Schwanitz – Europameisterin mit deutlichem Vorsprung

Keine weiteren Teilnehmer aus deutschsprachigen Ländern

### Diskuswurf
| Platz | Athlet            | Land | Weite (m) |
| ----- | ----------------- | ---- | --------- |
| 1     | Robert Harting    | GER  | 66,07     |
| 2     | Gerd Kanter       | EST  | 64,75     |
| 3     | Robert Urbanek    | POL  | 63,81     |
| 4     | Piotr Małachowski | POL  | 63,54     |
| 5     | Wiktor Butenko    | RUS  | 62,80     |
| 6     | Mario Pestano     | ESP  | 62,31     |
| 7     | Daniel Jasinski   | GER  | 62,04     |
| 8     | Frank Casañas     | ESP  | 61,47     |

Datum: 13. August, 20:35 Uhr

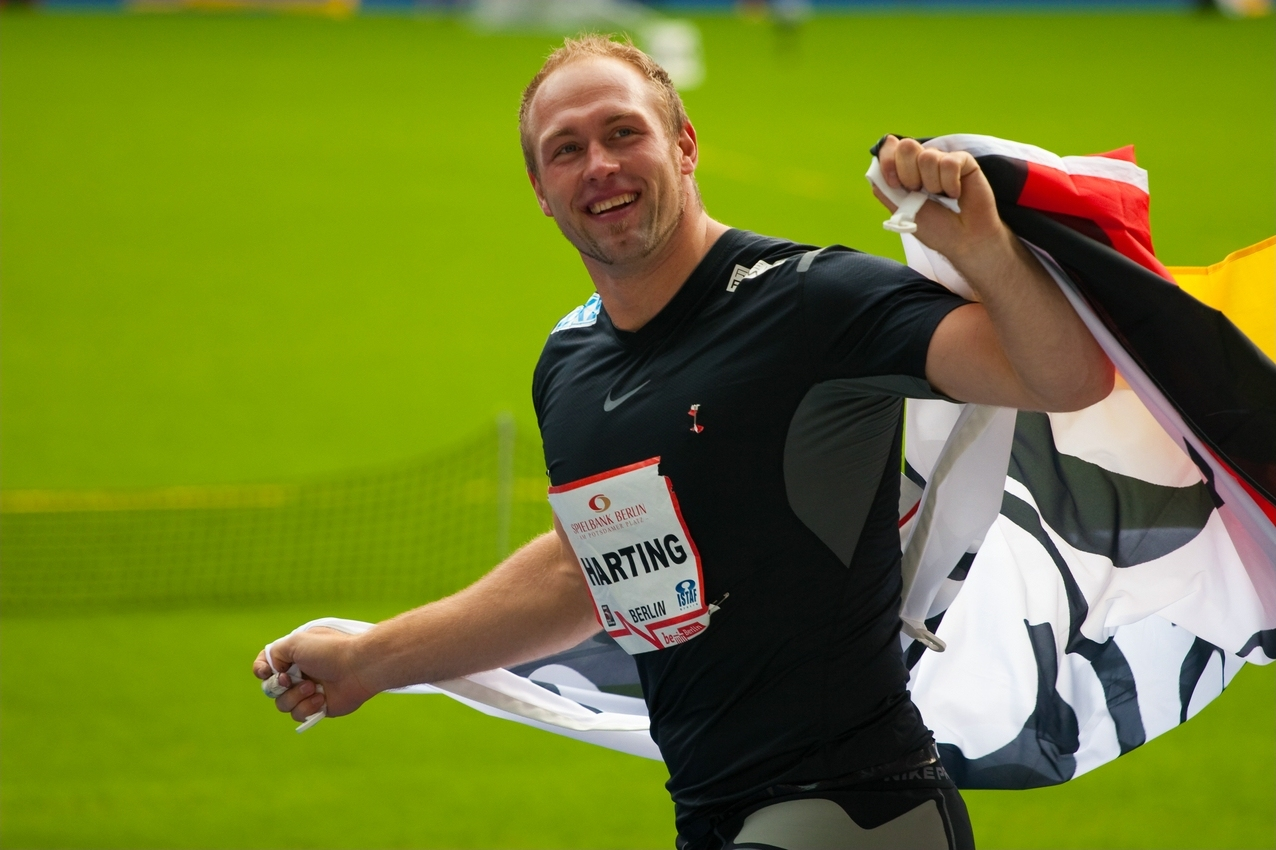
Robert Harting – Sieger bei allen Europa- und Weltmeisterschaften sowie Olympischen Spielen seit 2011

Weitere Teilnehmer aus deutschsprachigen Ländern:
- Finale:
Martin Wierig  GER – Platz 11 mit 60,82 m
- In der Qualifikation (12. August) ausgeschieden:
Gerhard Mayer  AUT – Gruppe A, Platz 7 mit 60,78 m

### Hammerwurf
| Platz | Athlet               | Land | Weite (m) |
| ----- | -------------------- | ---- | --------- |
| 1     | Krisztián Pars       | HUN  | 82,69 WL  |
| 2     | Paweł Fajdek         | POL  | 82,05000  |
| 3     | Sergei Litwinow jun. | RUS  | 79,35000  |
| 4     | Pawel Krywizki       | BLR  | 78,50000  |
| 5     | Szymon Ziółkowski    | POL  | 78,41000  |
| 6     | Primož Kozmus        | SLO  | 77,46000  |
| 7     | Marcel Lomnický      | SVK  | 76,89000  |
| 8     | David Söderberg      | FIN  | 76,55000  |

Datum: 16. August, 15:00 Uhr

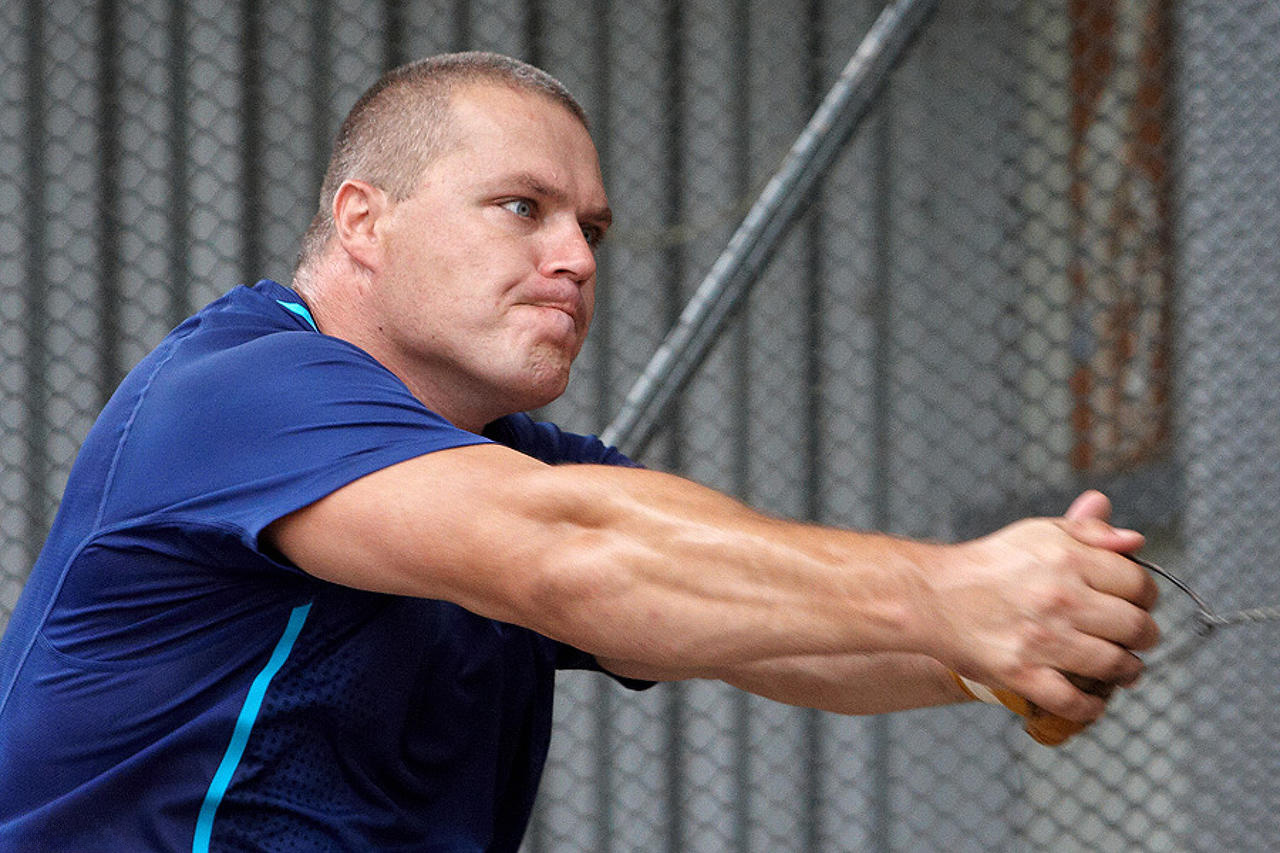
Der aktuelle Olympiasieger und zweifache Vizeweltmeister Krisztián Pars verteidigte seinen Titel mit Weltjahresbestleistung

Teilnehmer aus einem deutschsprachigen Land:
- In der Qualifikation (14. August) ausgeschieden:
Martin Bingisser  SUI – Gruppe A, Platz 10 mit 64,62 m

### Speerwurf
| Platz | Athlet           | Land | Weite (m) |
| ----- | ---------------- | ---- | --------- |
| 1     | Antti Ruuskanen  | FIN  | 88,01 EL  |
| 2     | Vítězslav Veselý | CZE  | 84,79000  |
| 3     | Tero Pitkämäki   | FIN  | 84,40000  |
| 4     | Lassi Etelätalo  | FIN  | 83,16000  |
| 5     | Dmitri Tarabin   | RUS  | 81,24000  |
| 6     | Risto Mätas      | EST  | 80,73000  |
| 7     | Waleri Iordan    | RUS  | 78,40000  |
| 8     | Matija Kranjc    | SLO  | 78,27000  |

Datum: 17. August, 16:11 Uhr

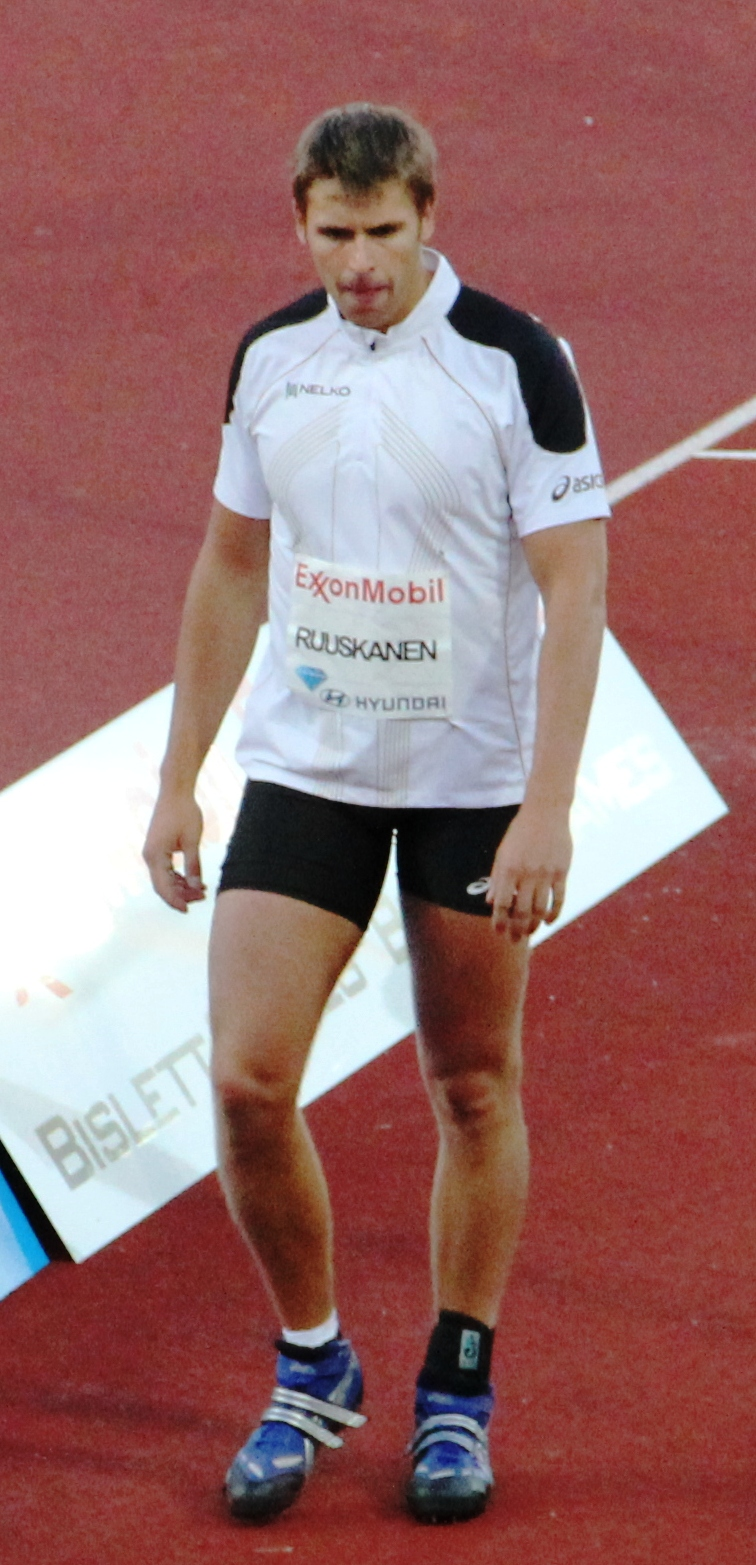
Europameister Antti Ruuskanen

Weitere Teilnehmer aus deutschsprachigen Ländern:
- Finale;
Andreas Hofmann  GER – Platz 9 mit 77,42 m
Thomas Röhler  GER – Platz 12 mit 70,31 m

### Zehnkampf
| Platz | Athlet              | Land | Punkte     |
| ----- | ------------------- | ---- | ---------- |
| 1     | Andrej Krautschanka | BLR  | 8616 WL    |
| 2     | Kevin Mayer         | FRA  | 8521 NU23R |
| 3     | Ilja Schkurenjow    | RUS  | 8498       |
| 4     | Eelco Sintnicolaas  | NED  | 8478       |
| 5     | Arthur Abele        | GER  | 8477       |
| 6     | Kai Kazmirek        | GER  | 8458       |
| 7     | Rico Freimuth       | GER  | 8308       |
| 8     | Oleksij Kasjanow    | UKR  | 8231       |

Datum: 12. und 13. August

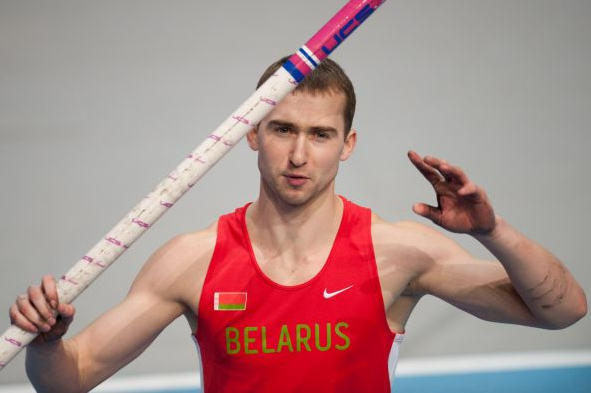
Der König der Athleten von Zürich: Andrej Krautschanka

Weiterer Teilnehmer aus einem deutschsprachigen Land:
Dominik Distelberger  AUT – Platz 12 mit 7942 Punkten

## Resultate Frauen

### 100 m
| Platz | Athletin             | Land | Zeit (s) |
| ----- | -------------------- | ---- | -------- |
| 1     | Dafne Schippers      | NED  | 11,12    |
| 2     | Myriam Soumaré       | FRA  | 11,16    |
| 3     | Ashleigh Nelson      | GBR  | 11,22    |
| 4     | Mujinga Kambundji    | SUI  | 11,30    |
| 5     | Iwet Lalowa          | BUL  | 11,33    |
| 6     | Céline Distel-Bonnet | FRA  | 11,38    |
| 7     | Desirèe Henry        | GBR  | 11,43    |
| 8     | Ayodelé Ikuesan      | FRA  | 11,54    |

Datum: 13. August, 20:25 Uhr
Wind: −1,7 m/s

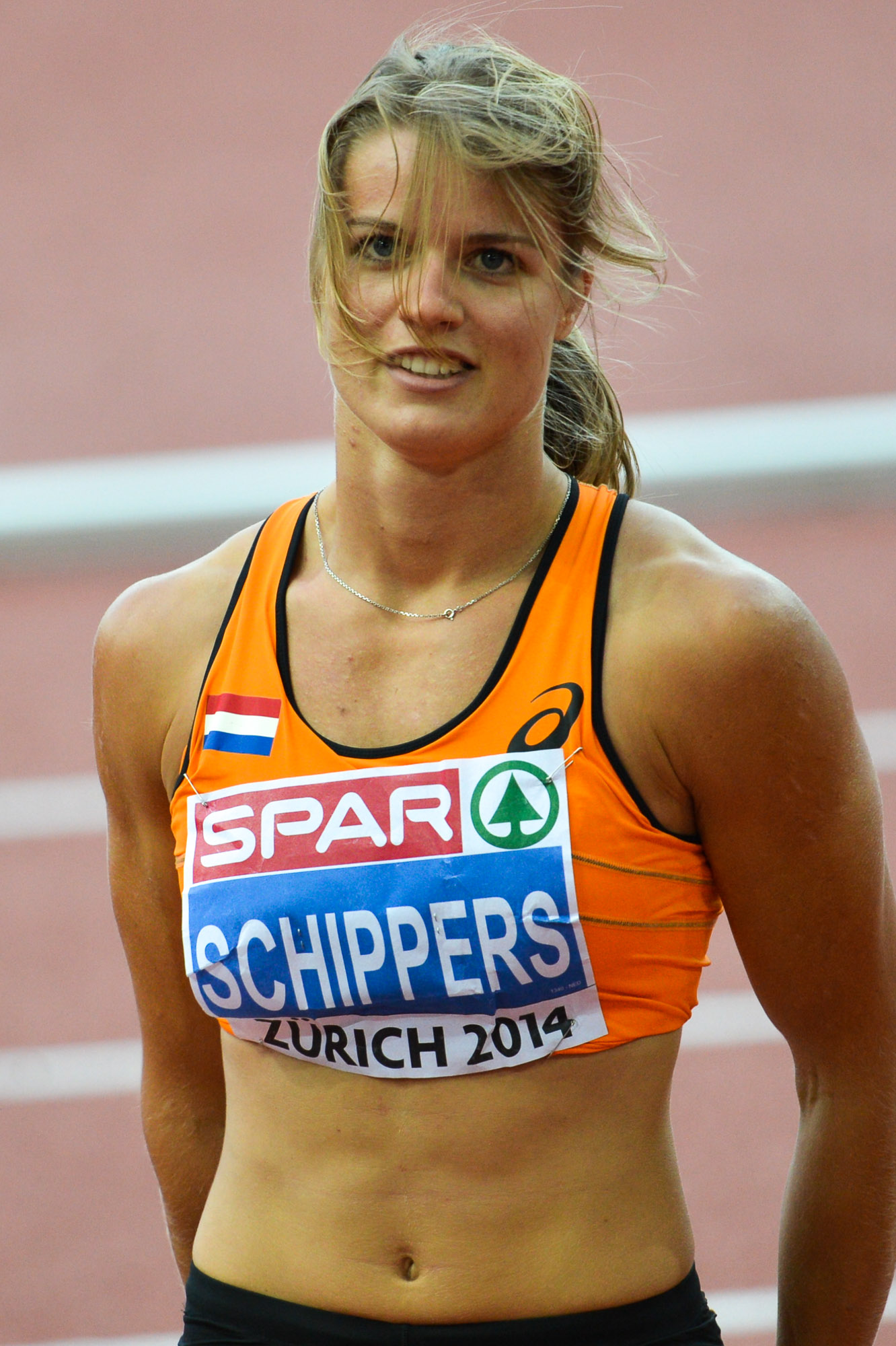
Der Wechsel der ehemaligen Mehrkämpferin Dafne Schippers zum Sprint lohnte sich

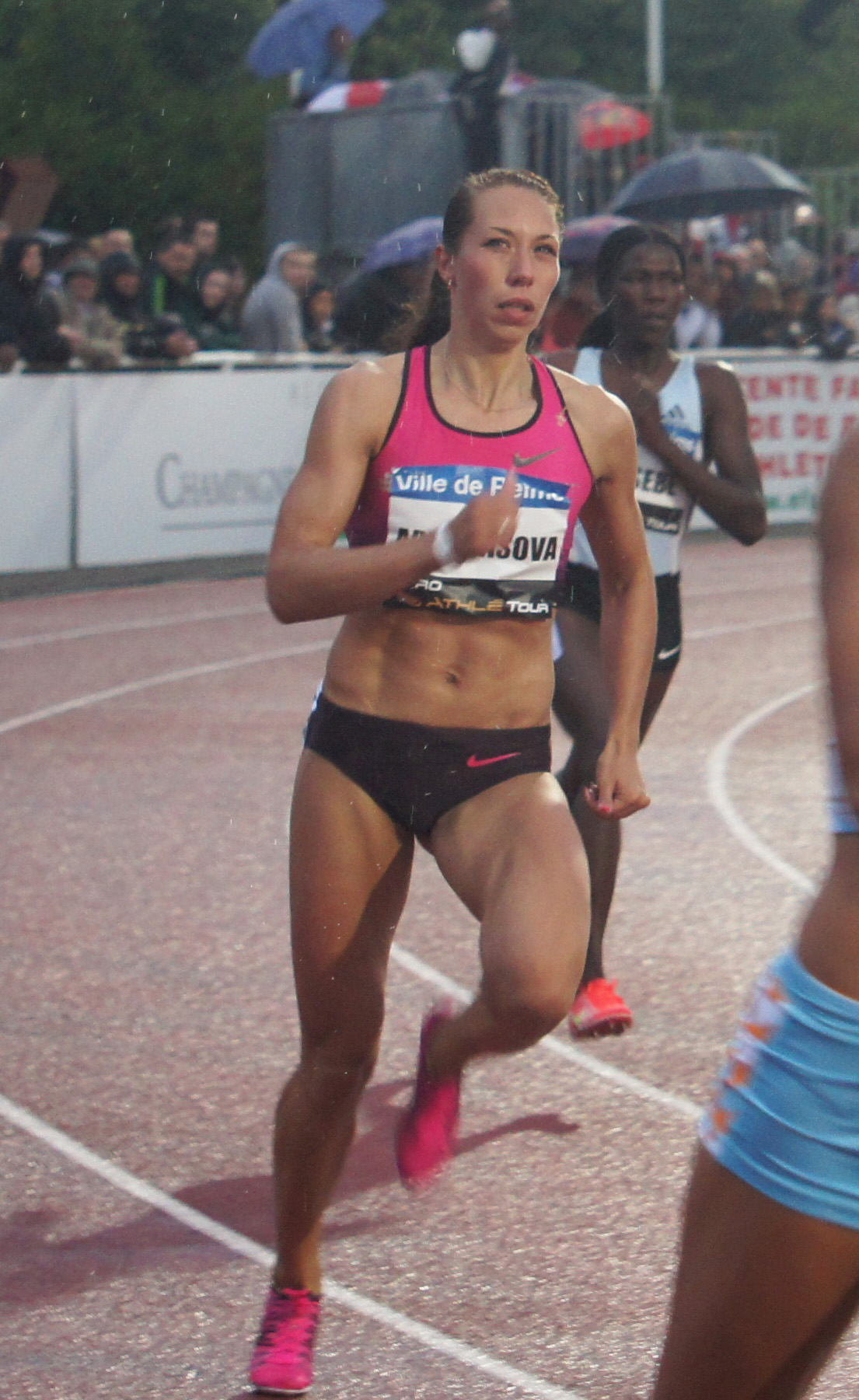
Maryna Arsamassawa, aktuelle Vizeeuropameisterin, siegte über 800 Meter

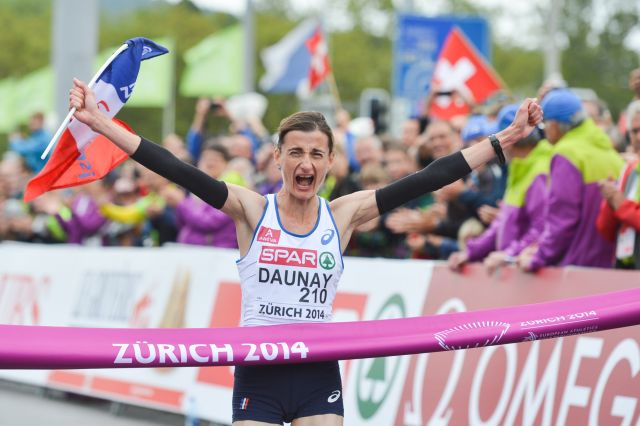
Marathon-Europameisterin Christelle Daunay

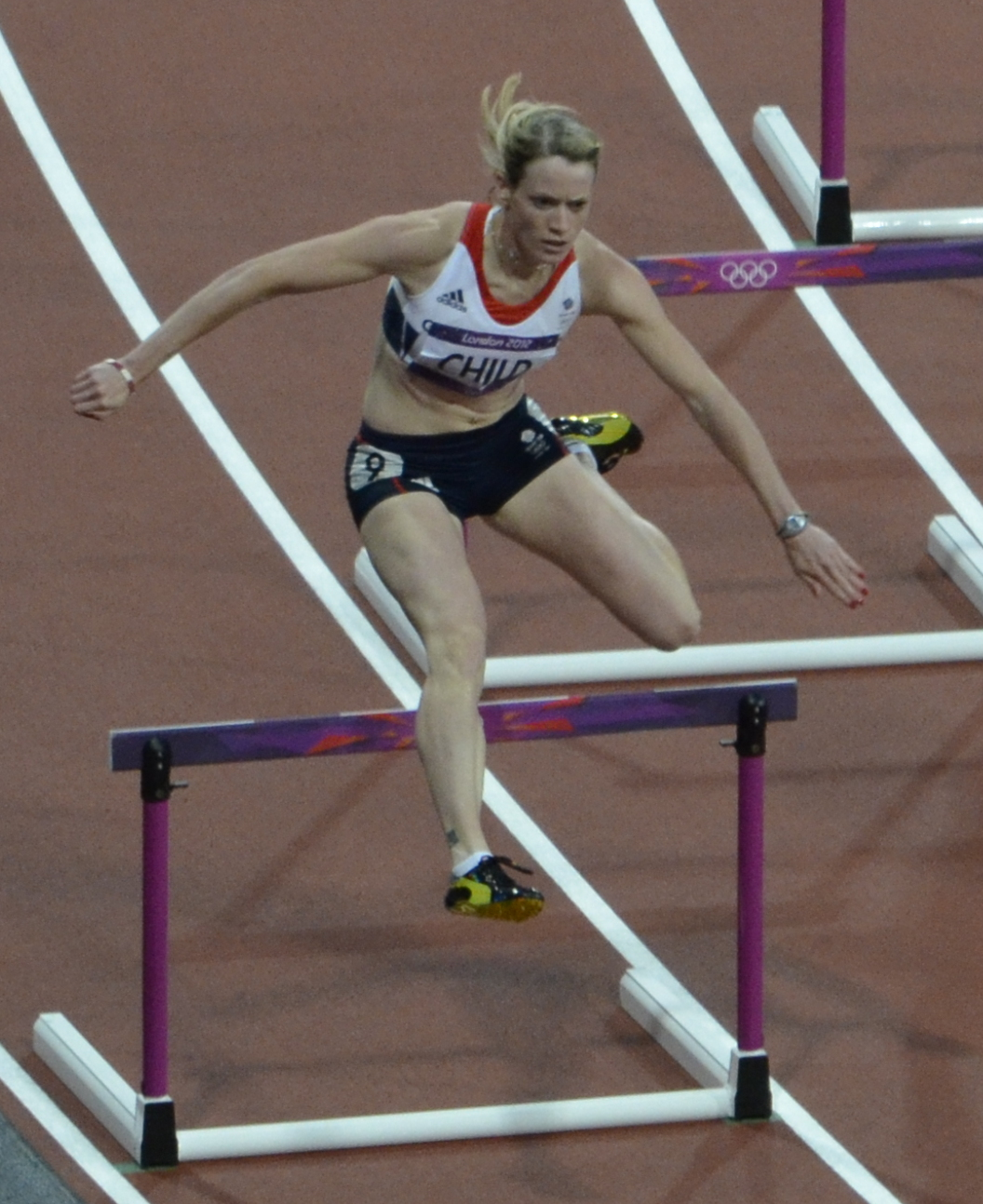
Siegerin Eilidh Child

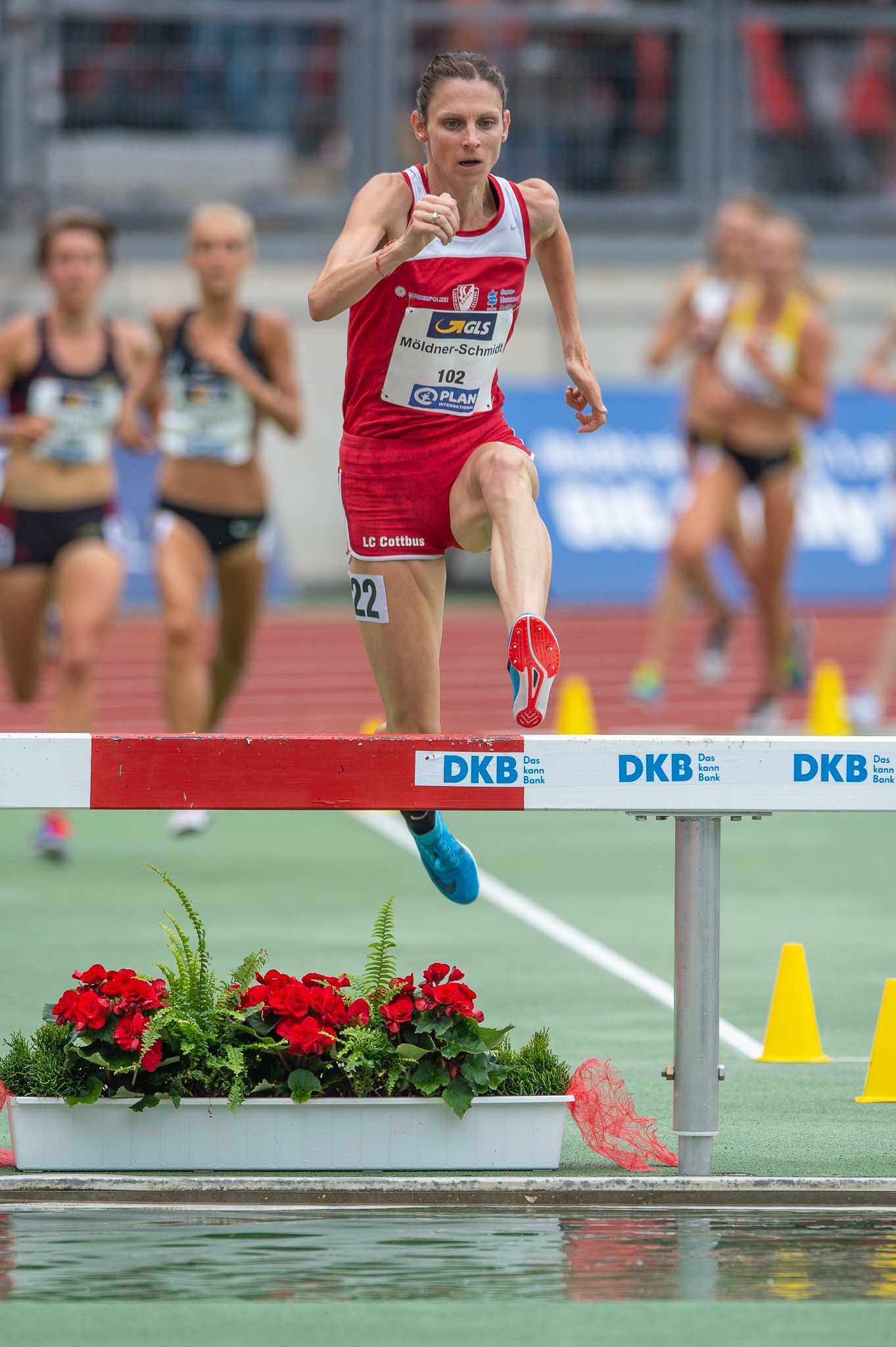
Siegerin Antje Möldner-Schmidt, Zweite von 2012

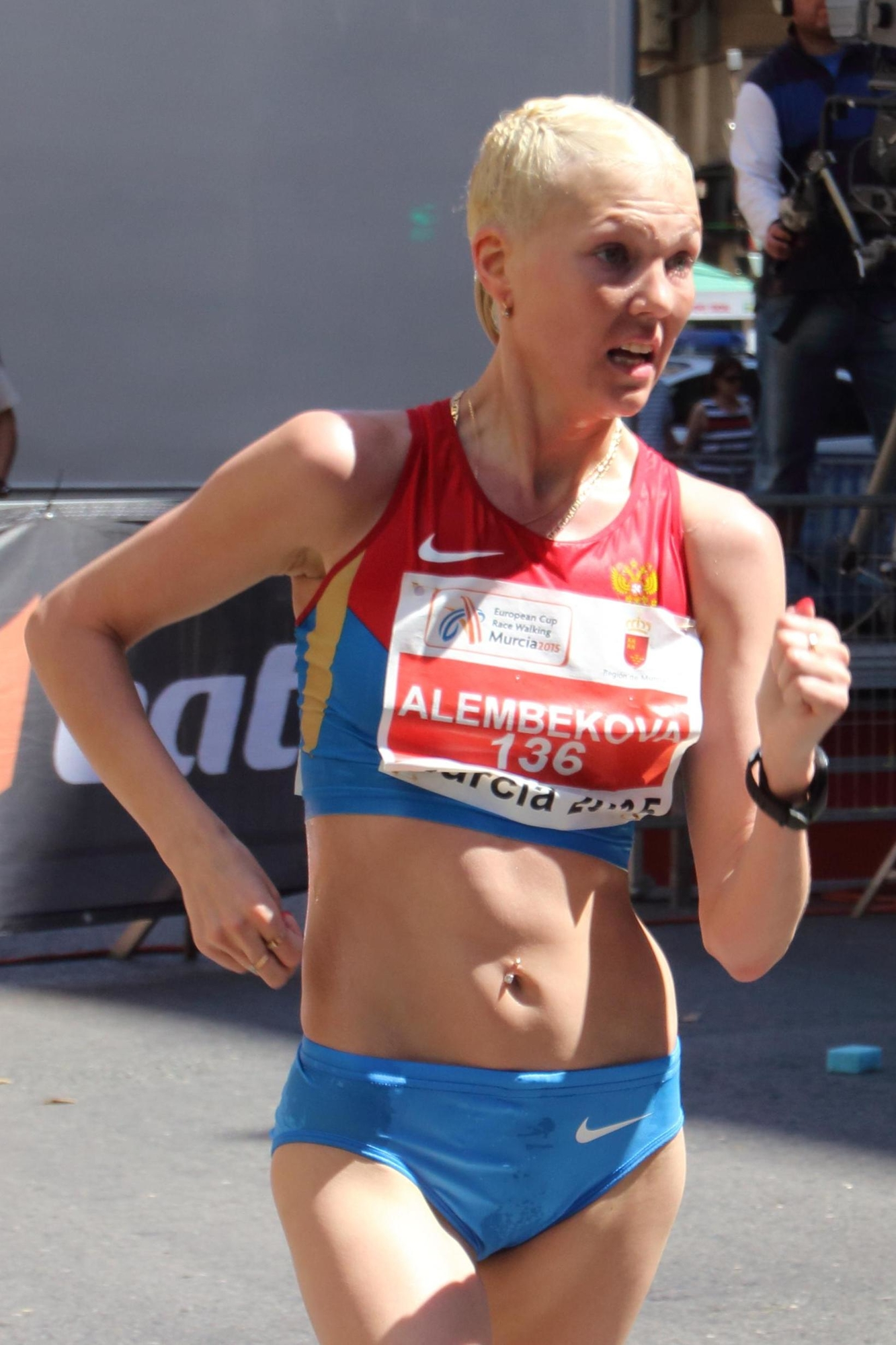
Elmira Alembekowa – elf Sekunden vor der Zweiten

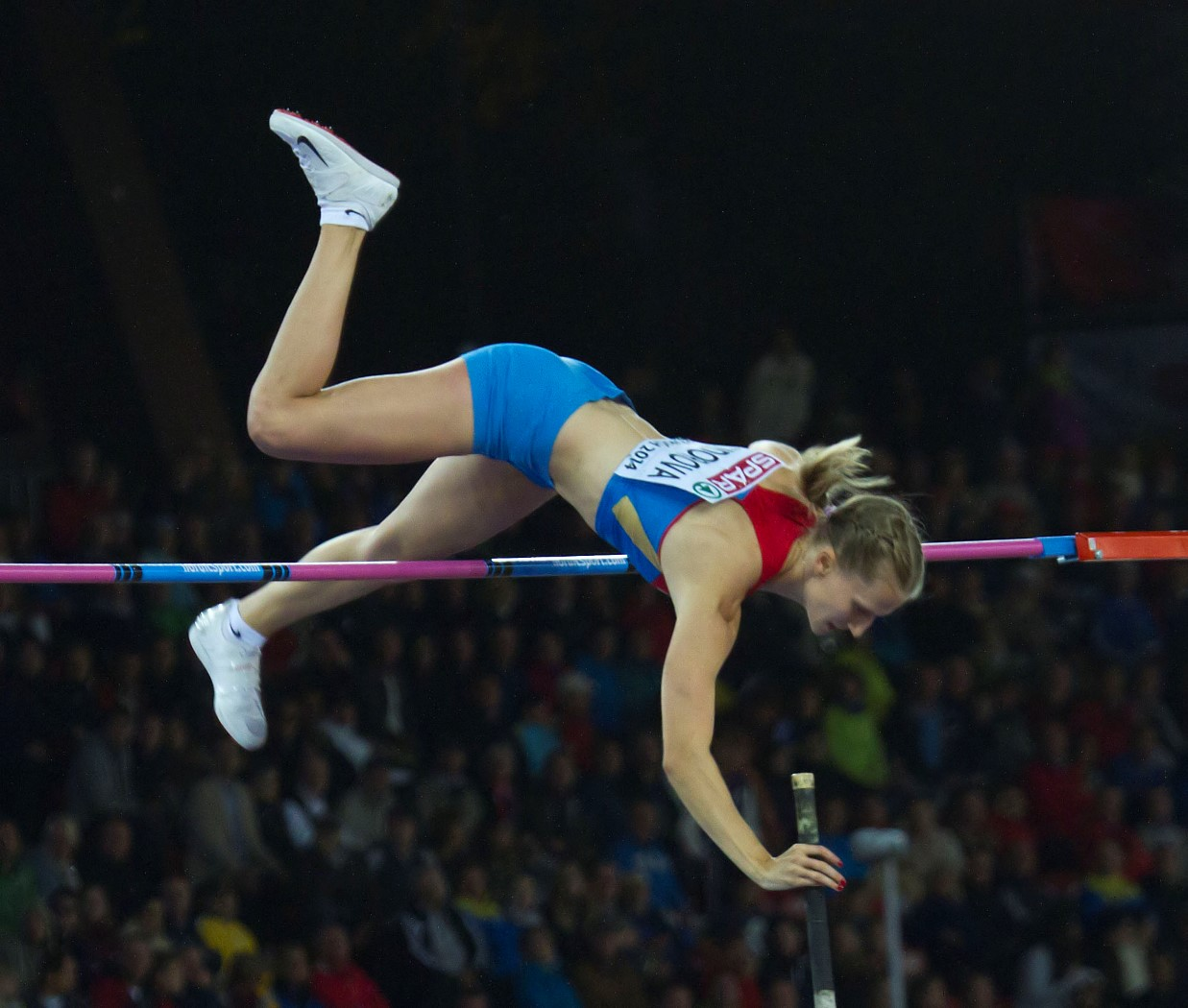
Europameisterin Anschelika Sidorowa

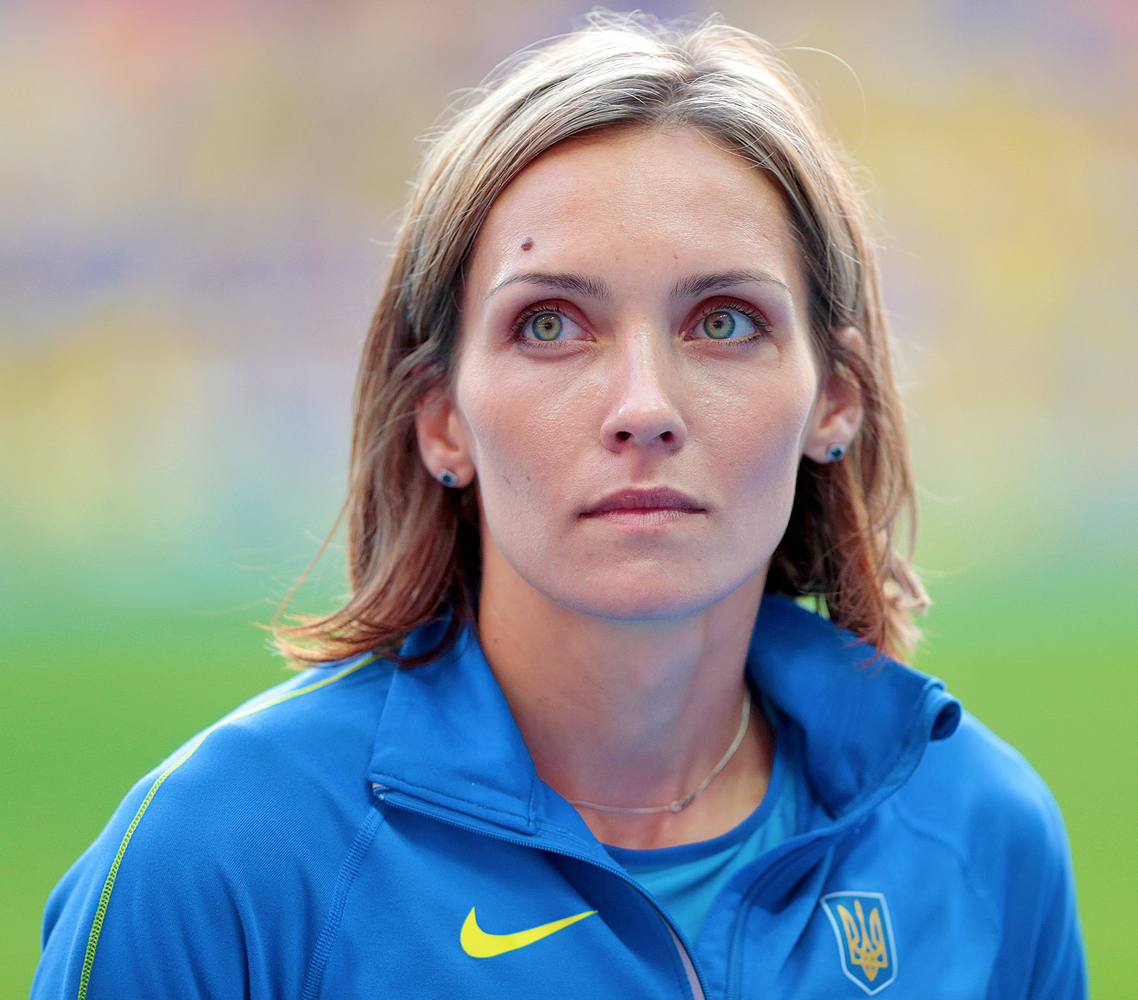
Dritter EM-Titel in Folge für Olha Saladucha

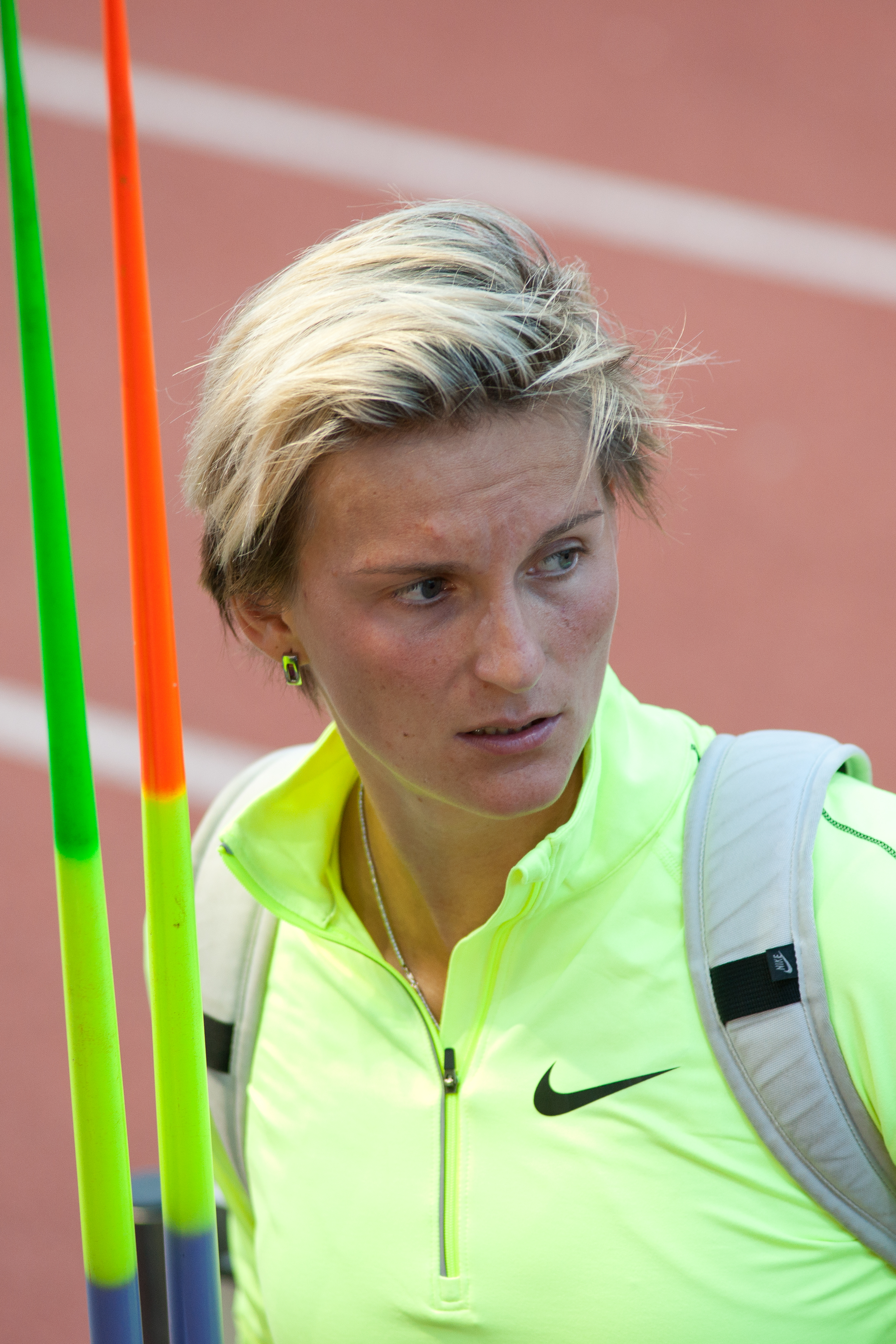
Barbora Špotáková – EM-Titel für eine der erfolgreichsten Speerwerferinnen ihrer Zeit

Weitere Teilnehmerinnen aus deutschsprachigen Ländern:
- In den Halbfinals (13. August) ausgeschieden:
Platz 8: Verena Sailer  GER – Lauf 3, Platz 5 in 11,24 s
Tatjana Pinto  GER – Lauf 2, Platz 5 in 11,48 s
Rebekka Haase  GER – Lauf 1, Platz 5 in 11,52 s
- In den Vorläufen (12. August) ausgeschieden:
Marisa Lavanchy  SUI – Lauf 2 Platz 6 mit 11,65 s

### 200 m
| Platz | Athletin            | Land | Zeit (s)          |
| ----- | ------------------- | ---- | ----------------- |
| 1     | Dafne Schippers     | NED  | 22,03 WL/NR/NU23R |
| 2     | Jodie Williams      | GBR  | 22,46             |
| 3     | Myriam Soumaré      | FRA  | 22,58             |
| 4     | Bianca Williams     | GBR  | 22,68             |
| 5     | Mujinga Kambundji   | SUI  | 22,83 NR/NU23R    |
| 6     | Jamile Samuel       | NED  | 23,31             |
| 7     | Hanna-Maari Latvala | FIN  | 23,48             |
| 8     | Dina Asher-Smith    | GBR  | DNF               |

Datum: 15. August, 20:25 Uhr
Wind: −0,5 m/s
Weitere Teilnehmerinnen aus einem deutschsprachigen Land:
- In den Halbfinals (14. August) ausgeschieden:
Léa Sprunger  SUI – Lauf 1, Platz 4 in 23,12 s
- In den Vorläufen (14. August) ausgeschieden:
Joëlle Golay  SUI – Lauf 1, Platz 5 in 23,82 s

### 400 m
| Platz | Athletin           | Land | Zeit (s) |
| ----- | ------------------ | ---- | -------- |
| 1     | Libania Grenot     | ITA  | 51,10    |
| 2     | Olha Semljak       | UKR  | 51,36    |
| 3     | Indira Terrero     | ESP  | 51,38    |
| 4     | Christine Ohuruogu | GBR  | 51,38    |
| 5     | Małgorzata Hołub   | POL  | 51,84    |
| 6     | Bianca Răzor       | ROM  | 51,95    |
| 7     | Marie Gayot        | FRA  | 52,14    |
| 8     | Aauri Bokesa       | ESP  | 52,39    |

Datum: 15. August, 19:10 Uhr

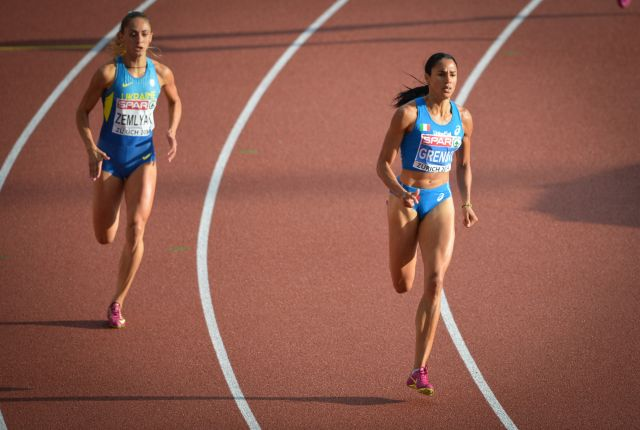
Libania Grenot (rechts) siegte vor Olha Semljak

Teilnehmerin aus einem deutschsprachigen Land:
- In den Halbfinals (13. August) ausgeschieden:
Esther Cremer  GER – Lauf 1, Platz 6 in 52,83 s

### 800 m
| Platz | Athletin              | Land | Zeit (min) |
| ----- | --------------------- | ---- | ---------- |
| 1     | Maryna Arsamassawa    | BLR  | 1:58,15 EL |
| 2     | Lynsey Sharp          | GBR  | 1:58,80000 |
| 3     | Joanna Jóźwik         | POL  | 1:59,63000 |
| 4     | Jekaterina Poistogowa | RUS  | 1:59,69000 |
| 5     | Swetlana Rogosina     | RUS  | 2:00,76000 |
| 6     | Wanja Stambolowa      | BUL  | 2:00,91000 |
| 7     | Jessica Judd          | GBR  | 2:01,65000 |
| 8     | Mirela Lavric         | ROM  | 2:09,25000 |

Datum: 16. August, 16:05 Uhr
Teilnehmerinnen aus deutschsprachigen Ländern:
- In den Halbfinals (14. August) ausgeschieden:
Selina Büchel  SUI – Lauf 2, Platz 4 in 2:01,80 min
- In den Vorläufen (13. August) ausgeschieden:
Charline Mathias  LUX – Lauf 4, Platz 5 in 2:03,43 min

### 1500 m
| Platz | Athletin           | Land | Zeit (min) |
| ----- | ------------------ | ---- | ---------- |
| 1     | Sifan Hassan       | NED  | 4:04,18    |
| 2     | Abeba Aregawi      | SWE  | 4:05,08    |
| 3     | Laura Weightman    | GBR  | 4:06,32    |
| 4     | Renata Pliś        | POL  | 4:06,65    |
| 5     | Federica Del Buono | ITA  | 4:07,49    |
| 6     | Hannah England     | GBR  | 4:07,80    |
| 7     | Anna Schtschagina  | RUS  | 4:08,05    |
| 8     | Diana Sujew        | GER  | 4:08,63    |

Datum: 15. August, 19:25 Uhr

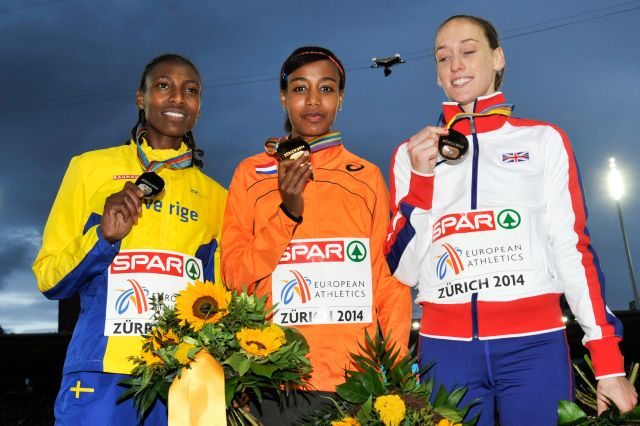
Die Medaillengewinnerinnen (v. l. n. r.): Abeba Aregawi, Sifan Hassan, Laura Weightman

In diesem Wettbewerb gab es zwei Dopingfälle:
- Die Ukrainerin Hanna Mischtschenko, die im ersten Vorlauf ausgeschieden war, wurde wegen Unregelmäßigkeiten in ihrem Biologischen Pass für zwei Jahre bis August 2017 gesperrt. Ihre seit dem 28. Juni 2012 wurden annulliert.[9]

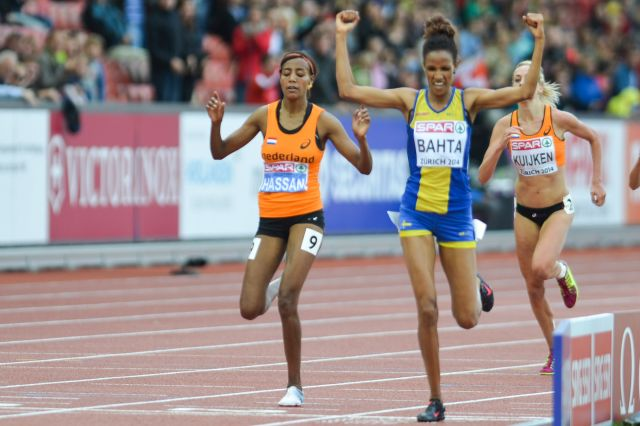
Zieleinlauf über 5000 Meter (v. l. n. r.): Meraf Bahta, Sifan Hassan, Susan Kuijken

- Die Türkin Gamze Bulut – ausgeschieden im zweiten Vorlauf – wurde wegen Dopings bis 29. Mai 2020 gesperrt. Ihre seit Juli 2011 – hier waren Auffälligkeiten im Biologischen Pass festgestellt worden – erzielten Ergebnisse wurden annulliert. Sie nahm einen Tag später auch am 5000-Meter-Lauf teil, ihr dort erzielter zehnter Rang wurde ihr ebenfalls aberkannt.[10]

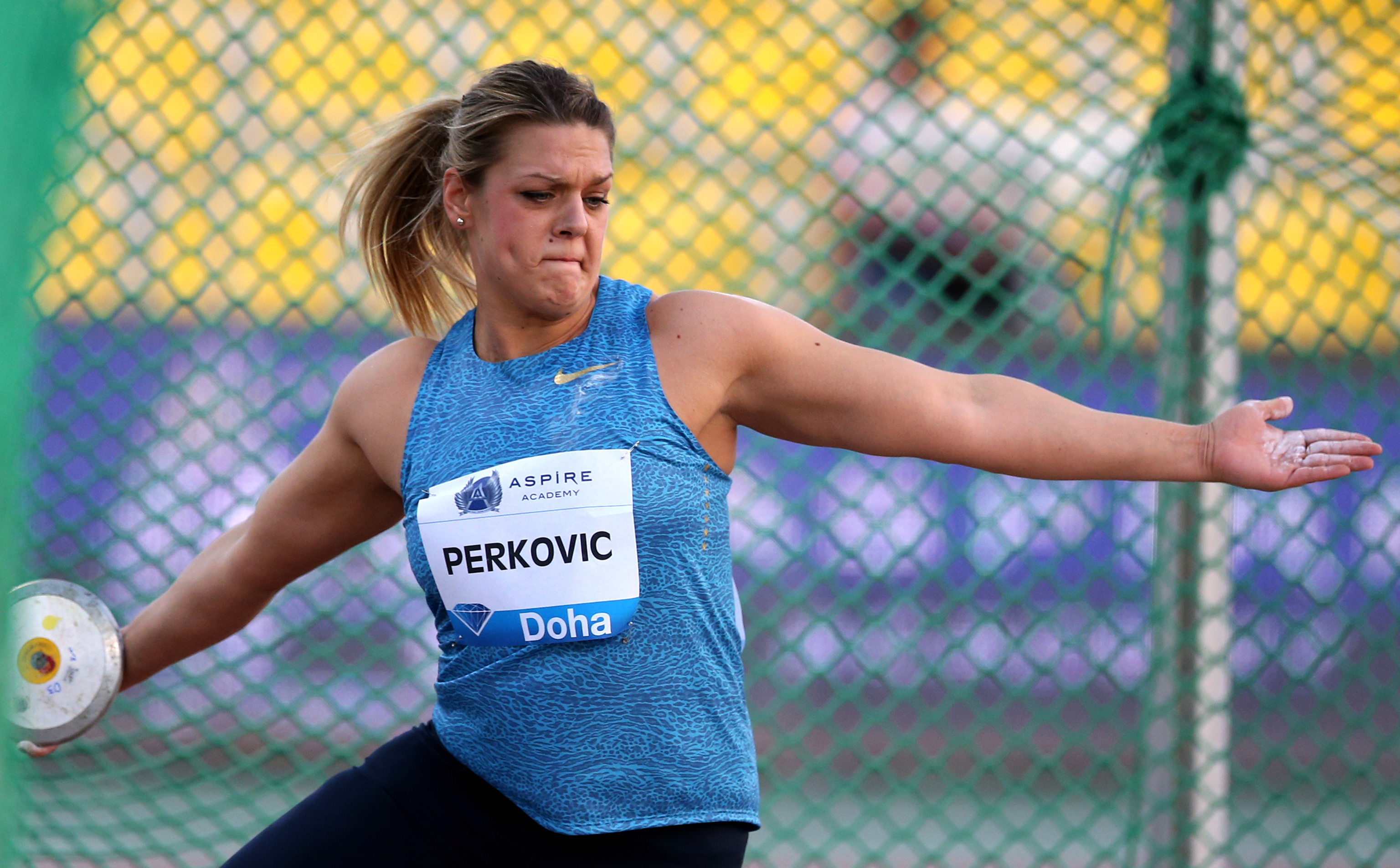
Sandra Perković – zum dritten Mal in Folge Europameisterin

Keine weiteren Teilnehmerinnen aus deutschsprachigen Ländern

### 5000 m
| Platz | Athletin         | Land | Zeit (min) |
| ----- | ---------------- | ---- | ---------- |
| 1     | Meraf Bahta      | SWE  | 15:31,39   |
| 2     | Sifan Hassan     | NED  | 15:31,79   |
| 3     | Susan Kuijken    | NED  | 15:32,82   |
| 4     | Jelena Korobkina | RUS  | 15:32,89   |
| 5     | Nuria Fernández  | ESP  | 15:35,59   |
| 6     | Sara Moreira     | POR  | 15:38,13   |
| 7     | Joanne Pavey     | GBR  | 15:38,41   |
| 8     | Giulia Viola     | ITA  | 15:38,76   |

Datum: 16. August, 17:40 Uhr
Die Türkin Gamze Bulut – zunächst auf Platz zehn – wurde wegen Dopings bis 29. Mai 2020 gesperrt. Ihre seit Juli 2011 – hier waren Auffälligkeiten im Biologischen Pass festgestellt worden – erzielten Ergebnisse wurden annulliert. Sie hatte am Tag zuvor auch am 1500-Meter-Lauf teilgenommen und war dort im Vorlauf ausgeschieden. Dieses Resultat wurde ihr ebenfalls aberkannt.
Teilnehmerinnen aus deutschsprachigen Ländern:

Jennifer Wenth  AUT – Platz 11 in 15:47,61 min

Maren Kock  GER – Platz 15 in 16:04,60 min

### 10.000 m
| Platz | Athletin            | Land | Zeit (min)     |
| ----- | ------------------- | ---- | -------------- |
| 1     | Joanne Pavey        | GBR  | 32:22,39000000 |
| 2     | Clémence Calvin     | FRA  | 32:23,58000000 |
| 3     | Laila Traby         | FRA  | 32:26,03000000 |
| 4     | Jip Vastenburg      | NED  | 32:27,37 NU23R |
| 5     | Sara Moreira        | POR  | 32:30,12000000 |
| 6     | Sabrina Mockenhaupt | GER  | 32:30,49000000 |
| 7     | Wolha Masuronak     | BLR  | 32:31,15000000 |
| 8     | Fionnuala Britton   | IRL  | 32:32,45000000 |

Datum: 12. August, 20:20 Uhr
Keine weiteren Teilnehmerinnen aus deutschsprachigen Ländern

### Marathon
| Platz | Athletin                  | Land | Zeit (h)   |
| ----- | ------------------------- | ---- | ---------- |
| 1     | Christelle Daunay         | FRA  | 2:25:14 CR |
| 2     | Valeria Straneo           | ITA  | 2:25:27000 |
| 3     | Jéssica Augusto           | POR  | 2:25:41000 |
| 4     | Lisa Christina Nemec      | CRO  | 2:28:36000 |
| 5     | Elvan Abeylegesse         | TUR  | 2:29:46000 |
| 6     | Anna Incerti              | ITA  | 2:29:58000 |
| 7     | Rasa Drazdauskaitė        | LTU  | 2:30:32000 |
| 8     | Jessica Draskau-Petersson | DEN  | 2:30:53000 |

Datum: 16. August, 9:00 Uhr
Teilnehmerinnen aus deutschsprachigen Ländern:

Maja Neuenschwander  SUI – Platz 9 in 2:31:08 h

Mona Stockhecke  GER – Platz 22 in 2:35:44 h

Nicola Spirig  SUI – Platz 24 in 2:37:12 h

Patricia Morceli Bühler  SUI – Platz 26 in 2:38:41 h

Katharina Heinig  GER – Platz 28 in 2:40:11 h

Martina Strähl  SUI – Platz 33 in 2:42:21 h

Ursula Spielmann-Jeitziner  SUI – Platz 39 in 2:43:20 h

Magali Di Marco Messmer  SUI – Platz 44 in 2:46:53 h

Sabrina Mockenhaupt  GER – DNF

#### Marathon-Cup
| Platz | Land        | Athleten                                                                                                 | Zeit (h) |
| ----- | ----------- | --- | -------- |
| 1     | Italien     | Valeria Straneo (2. in 2:25:27) Anna Incerti (6. in 2:29:58) Nadia Ejjafini (12. in 2:32:34)             | 7:27:59  |
| 2     | Portugal    | Jéssica Augusto (3. in 2:25:41) Filomena Costa (15. in 2:32:50) Marisa Barros (20. in 2:34:35)           | 7:33:06  |
| 3     | Russland    | Natalja Putschkowa (11. in 2:32:22) Albina Majorowa (17. in 2:33:45) Gulnara Wygowskaja (23. in 2:35:56) | 7:42:03  |
| 4     | Litauen     | Rasa Drazgauskaite (2:30:32) Remalda Kergytė (2:35:13) Živilė Balčiūnaitė (2:39:53)                      | 7:45:38  |
| 5     | Schweiz     | Maja Neuenschwander (2:31:08) Nicola Spirig (2:37:12) Patricia Morceli Bühler (2:38:41)                  | 7:47:01  |
| 6     | Niederlande | Andrea Deelstra (2:32:39) Miranda Boonstra (2:34:29) Stefanie Bouma (2:42:47)                            | 7:49:55  |
| 7     | Irland      | Fionnuala Britton (2:31:46) Sarah Mulligan (2:42:43) Barbara Sanchez (2:43:59)                           | 7:58:28  |
| 8     | Türkei      | Elvan Abeylegesse (2:29:46) Nilay Esen (2:42:05) Bahar Doğan (2:47:11)                                   | 7:59:02  |

Datum: 16. August, 9:00 Uhr
Im Marathonlauf gab es zusätzlich auch eine Teamwertung, für die die Zeiten der drei besten Läufer je Nation addiert wurden. Die Wertung zählte allerdings nicht zum offiziellen Medaillenspiegel.
Die deutsche Mannschaft kam nicht in die Teamwertung, weil nur zwei Läuferinnen das Ziel erreichten.
Keine weiteren Teams aus deutschsprachigen Ländern

### 100 m Hürden
| Platz | Athletin          | Land | Zeit (s) |
| ----- | ----------------- | ---- | -------- |
| 1     | Tiffany Porter    | GBR  | 12,76    |
| 2     | Cindy Billaud     | FRA  | 12,79    |
| 3     | Cindy Roleder     | GER  | 12,82    |
| 4     | Anne Zagré        | BEL  | 12,89    |
| 5     | Alina Talaj       | BLR  | 12,97    |
| 6     | Nadine Hildebrand | GER  | 13,01    |
| 7     | Rosina Hodde      | NED  | 13,08    |
| 8     | Eline Berings     | BEL  | 13,24    |

Datum: 13. August, 21:34 Uhr
Wind: −0,7 m/s

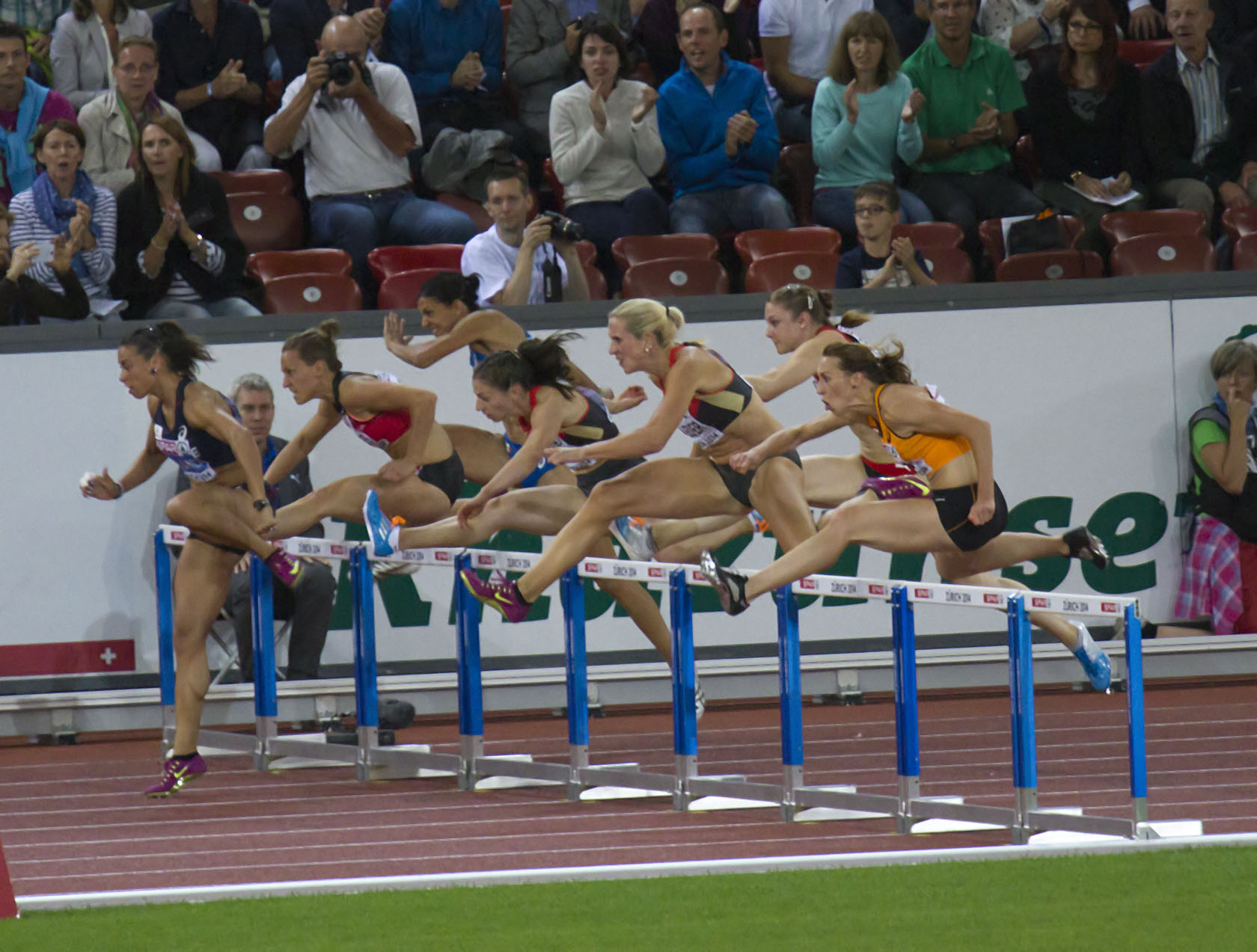
Kurz nach dem Start: ein noch ganz enges Rennen

Weiterer Teilnehmerin aus deutschsprachigen Ländern:
- In den Halbfinals (12. August) ausgeschieden:
Noemi Zbären  SUI – Lauf 1, Platz 6 in 13,01 s
Lisa Urech  SUI – Lauf 2, Platz 5 in 13,10 s
Franziska Hofmann  GER – Lauf 2, Platz 7 in 13,14 s
- In den Vorläufen (12. August) ausgeschieden:
Beate Schrott  AUT – Lauf 4, Platz 8 in 13,31 s

- Die Russin Julija Kondakowa, die im zweiten Halbfinale ausschied, wurde bei Nachuntersuchungen der Dopingproben der Olympischen Spiele 2012 des Dopings überführt und mit einer vierjährigen Sperre ab Februar 2019 versehen. Zudem wurden all ihre Ergebnisse vom 17. Juli 2012 bis zum 31. Dezember 2014 annulliert.[23]

- Die Russin Jekaterina Wiktorowna Galizkaja wurde bei denselben Nachuntersuchungen wie ihre Landsfrau Kondakowa wegen Verstößen gegen die Dopingbedingungen gesperrt und alle ihre Ergebnisse im selben Zeitraum annulliert.

### 400 m Hürden
| Platz | Athletin           | Land | Zeit (s) |
| ----- | ------------------ | ---- | -------- |
| 1     | Eilidh Child       | GBR  | 54,48    |
| 2     | Hanna Titimez      | UKR  | 54,56    |
| 3     | Irina Dawydowa     | RUS  | 54,60    |
| 4     | Denisa Rosolová    | CZE  | 54,70    |
| 5     | Yadisleidy Pedroso | ITA  | 55,90    |
| 6     | Wera Rudakowa      | RUS  | 56,22    |
| 7     | Axelle Dauwens     | BEL  | 56,29    |
| 8     | Joanna Linkiewicz  | POL  | 56,69    |

Datum: 16. August, 17:15 Uhr
Teilnehmerinnen aus deutschsprachigen Ländern:
- In den Halbfinals (14. August) ausgeschieden:
Christiane Klopsch  GER – Lauf 1, Platz 4 in 56,28 s
Valentine Arrieta  SUI – Lauf 2, Platz 7 in 57,00 s
Petra Fontanive  SUI – Lauf 1, Platz 8 in 57,53 s
- In den Vorläufen (13. August) ausgeschieden:
Robine Schürmann  SUI – Lauf 4, Platz 6 in 58,16 s

### 3000 m Hindernis
| Platz | Athletin              | Land | Zeit (min) |
| ----- | --------------------- | ---- | ---------- |
| 1     | Antje Möldner-Schmidt | GER  | 9:29,43    |
| 2     | Charlotta Fougberg    | SWE  | 9:30,16    |
| 3     | Diana Martín          | ESP  | 9:30,70    |
| 4     | Swjatlana Kudselitsch | BLR  | 9:30,99    |
| 5     | Gesa Felicitas Krause | GER  | 9:35,46    |
| 6     | Natalja Wlassowa      | RUS  | 9:36,99    |
| 7     | Katarzyna Kowalska    | POL  | 9:43,09    |
| 8     | Silwija Danekowa      | BUL  | 9:44,81    |

Datum: 17. August, 16:08 Uhr
Weitere Teilnehmerinnen aus deutschsprachigen Ländern:
- Finale:
Fabienne Schlumpf  SUI – Platz 13 in 9:55,92 min
- In den Vorläufen (15. August) ausgeschieden:
Jana Sussmann  GER – Lauf 2, Platz 9 in 10:07,99 min
Astrid Leutert  SUI – Lauf 1, Platz 10 in 10:18,11 min

### 4 × 100 m Staffel
| Platz | Land           | Athletinnen                                                                                          | Zeit (s) |
| ----- | -------------- | --- | -------- |
| 1     | Großbritannien | Asha Philip Ashleigh Nelson Jodie Williams (Finale) Desirèe Henry im Vorlauf außerdem: Anyika Onuora | 42,24 NR |
| 2     | Frankreich     | Céline Distel-Bonnet Ayodelé Ikuesan Myriam Soumaré Stella Akakpo                                    | 42,45000 |
| 3     | Russland       | Marina Pantelejewa Natalja Russakowa Jelisaweta Sawlinis Kristina Siwkowa                            | 43,22000 |
| 4     | Italien        | Marzia Caravelli Irene Siragusa Martina Amidei Audrey Alloh                                          | 43,26000 |
| 5     | Ukraine        | Ksenija Karandjuk Natalija Strohowa Olessja Powch Natalija Pohrebnjak                                | 43,58000 |
| 6     | Schweden       | Irene Ekelund Isabelle Eurenius Daniella Busk Pernilla Nilsson                                       | 44,36000 |
| DNF   | Niederlande    | Madiea Ghafoor Dafne Schippers Tessa van Schagen Jamile Samuel                                       |          |
| DNF   | Schweiz        | Mujinga Kambundji Marisa Lavanchy Ellen Sprunger Léa Sprunger                                        |          |

Datum: 17. August, 17:22 Uhr
Weitere Staffel aus einem deutschsprachigen Land:
- In den Vorläufen (16. August 2014) ausgeschieden:

 Deutschland (Josefina Elsler, Rebekka Haase, Tatjana Pinto, Verena Sailer) – Lauf 2, DNF

### 4 × 400 m Staffel
| Platz | Land           | Athletinnen | Zeit (min) |
| ----- | -------------- | --- | ---------- |
| 1     | Frankreich     | Marie Gayot (Finale) Muriel Hurtis Agnès Raharolahy Floria Gueï (Finale) im Vorlauf außerdem: Estelle Perrossier Phara Anacharsis                 | 3:24,27 EL |
| 2     | Ukraine        | Natalija Pyhyda (Finale) Chrystyna Stuj Hanna Ryschykowa Olha Semljak (Finale) im Vorlauf außerdem: Daryna Prystupa Olha Ljachowa                 | 3:24,32000 |
| 3     | Großbritannien | Eilidh Child (Finale) Kelly Massey Shana Cox (Finale) Margaret Adeoye im Vorlauf außerdem: Emily Diamond Victoria Ohuruogu                        | 3:24,34000 |
| 4     | Russland       | Aljona Tamkowa (Finale) Tatjana Weschkurowa Tatjana Firowa Jekaterina Renschina (Finale) im Vorlauf außerdem: Marija Michailjuk Xenija Sadorina   | 3:25,02000 |
| 5     | Polen          | Małgorzata Hołub (Finale) Patrycja Wyciszkiewicz Joanna Linkiewicz Justyna Święty (Finale) im Vorlauf außerdem: Iga Baumgart-Witan Agata Bednarek | 3:25,73000 |
| 6     | Deutschland    | Esther Cremer (Finale) Christiane Klopsch (Finale) Lena Schmidt Ruth Sophia Spelmeyer im Vorlauf außerdem: Janin Lindenberg Lara Hoffmann         | 3:27,69000 |
| 7     | Italien        | Chiara Bazzoni Maria Enrica Spacca Elena Bonfanti Libania Grenot (Finale) im Vorlauf außerdem: Maria Benedicta Chigbolu                           | 3:28,30000 |
| 8     | Belgien        | Laetitia Libert Olivia Borlée Kimberley Efonye Justien Grillet                                                                                    | 3:31,82000 |

Datum: 17. August, 15:22 Uhr

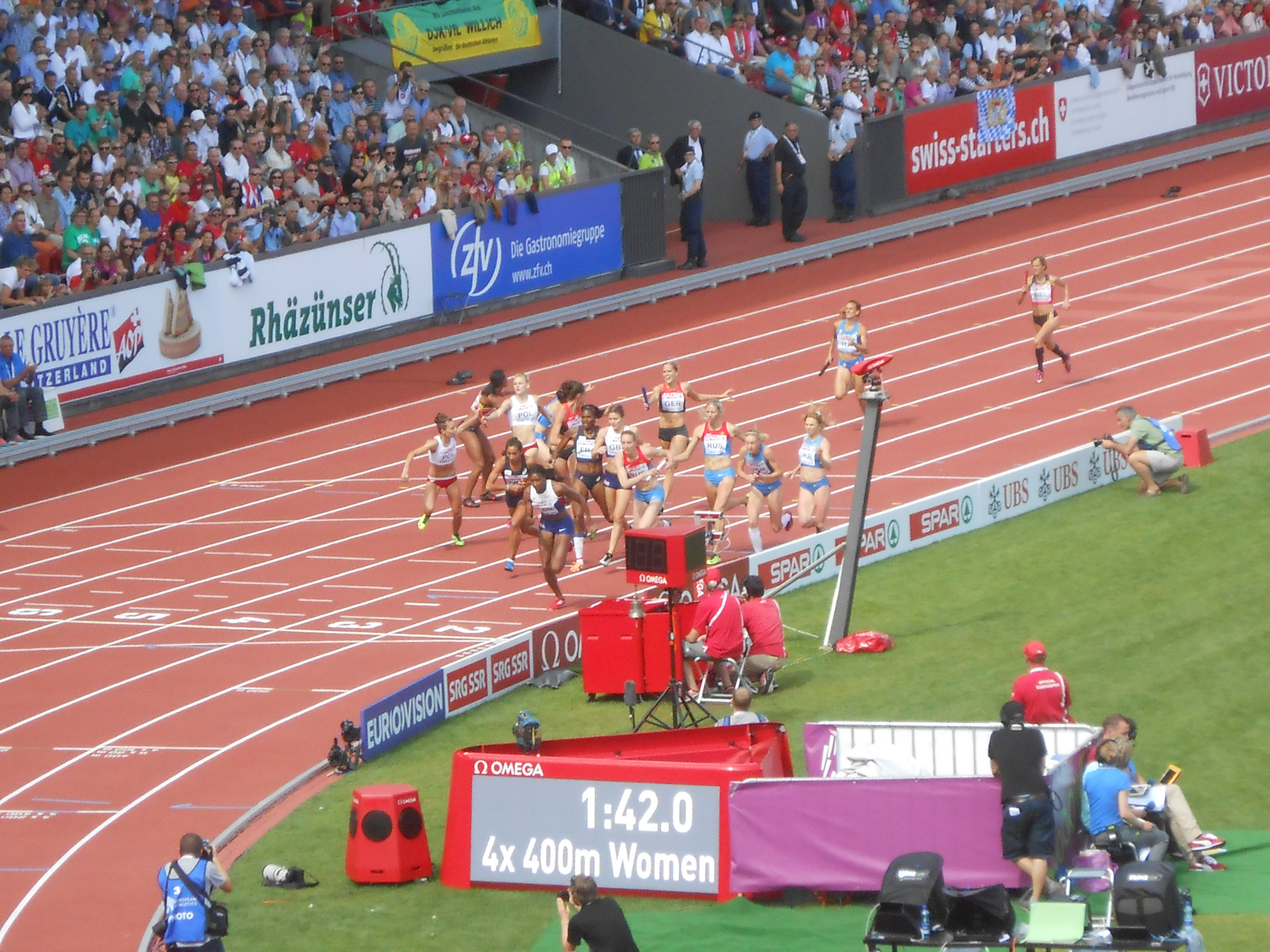
Zweiter Wechsel in der 4-mal-400-Meter-Staffel

Die türkische Staffel, im ersten Vorlauf auf dem letzten Platz, war von einem Dopingfall betroffen. Meliz Redif war Mitglied dieser Mannschaft. Die Athletin wurde wegen Auffälligkeiten in ihrem Biologischen Pass für drei Jahre gesperrt – 31. März 2015 bis 30. März 2018. Zu den annullierten Resultaten gehörte auch das Ergebnis der türkischen Staffel bei diesen Europameisterschaften.
Keine weiteren Staffeln aus deutschsprachigen Ländern

### 20 km Gehen
| Platz | Athletin            | Land | Zeit (h)      |
| ----- | ------------------- | ---- | ------------- |
| 1     | Elmira Alembekowa   | RUS  | 1:27:56       |
| 2     | Ljudmyla Oljanowska | UKR  | 1:28:07       |
| 3     | Anežka Drahotová    | CZE  | 1:28:08 NU20R |
| 4     | Wera Sokolowa       | RUS  | 1:28:24       |
| 5     | Eleonora Giorgi     | ITA  | 1:28:28       |
| 6     | Ana Cabecinha       | POR  | 1:28:40       |
| 7     | Antonella Palmisano | ITA  | 1:28:43       |
| 8     | Beatriz Pascual     | ESP  | 1:29:02       |

Datum: 14. August, 9:10 Uhr
Weitere Teilnehmerinnen aus einem deutschsprachigen Land:
Laura Polli  SUI – Platz 19 in 1:33:22 h
Marie Polli  SUI – Platz 21 in 1:34:39 h

### Hochsprung
| Platz | Athletin                   | Land | Höhe (m)   |
| ----- | -------------------------- | ---- | ---------- |
| 1     | Ruth Beitia                | ESP  | 2,01 WL000 |
| 2     | Marija Kutschina           | RUS  | 1,99000000 |
| 3     | Ana Šimić                  | CRO  | 1,99000000 |
| 4     | Justyna Kasprzycka         | POL  | 1,99000000 |
| 5     | Marie-Laurence Jungfleisch | GER  | 1,97000000 |
| 6     | Oksana Okunjewa            | UKR  | 1,94000000 |
| 7     | Eleriin Haas               | EST  | 1,94 NU23R |
| 8     | Daniela Stanciu            | ROM  | 1,94000000 |

Datum: 17. August, 15:16 Uhr
Keine weiteren Teilnehmerinnen aus deutschsprachigen Ländern

### Stabhochsprung
| Platz | Athletin                | Land | Höhe (m) |
| ----- | ----------------------- | ---- | -------- |
| 1     | Anschelika Sidorowa     | RUS  | 4,65     |
| 2     | Ekaterini Stefanidi     | GRE  | 4,60     |
| 3     | Angelina Schuk-Krasnowa | RUS  | 4,60     |
| 4     | Lisa Ryzih              | GER  | 4,60     |
| 5     | Angelica Bengtsson      | SWE  | 4,45     |
| 6     | Jiřina Svobodová        | CZE  | 4,45     |
| 7     | Nikoleta Kyriakopoulou  | GRE  | 4,35     |
| 7     | Aljona Lutkowskaja      | RUS  | 4,35     |
| 7     | Minna Nikkanen          | FIN  | 4,35     |

Datum: 14. August, 19:19 Uhr
Weitere Teilnehmerinnen aus deutschsprachigen Ländern:
- Finale:
Kira Grünberg  AUT – NM / Qualifikation (12. August): 4,45 m
- In der Qualifikation (12. August) ausgeschieden:
Anna Katharina Schmid  SUI – Gruppe B, Platz 9 mit 4,35 m
Katharina Bauer  GER – Gruppe B, Platz 10 mit 4,25 m
Nicole Büchler  SUI – Gruppe B, Platz 10 mit 4,25 m

### Weitsprung
| Platz | Athletin         | Land | Weite (m) |
| ----- | ---------------- | ---- | --------- |
| 1     | Éloyse Lesueur   | FRA  | 6,85      |
| 2     | Ivana Španović   | SRB  | 6,81      |
| 3     | Darja Klischina  | RUS  | 6,65      |
| 4     | Malaika Mihambo  | GER  | 6,65      |
| 5     | Aiga Grabuste    | LAT  | 6,57      |
| 6     | Melanie Bauschke | GER  | 6,55      |
| 7     | Alina Rotaru     | ROM  | 6,55      |
| 8     | Erica Jarder     | SWE  | 6,39      |

Datum: 13. August, 20:00 Uhr

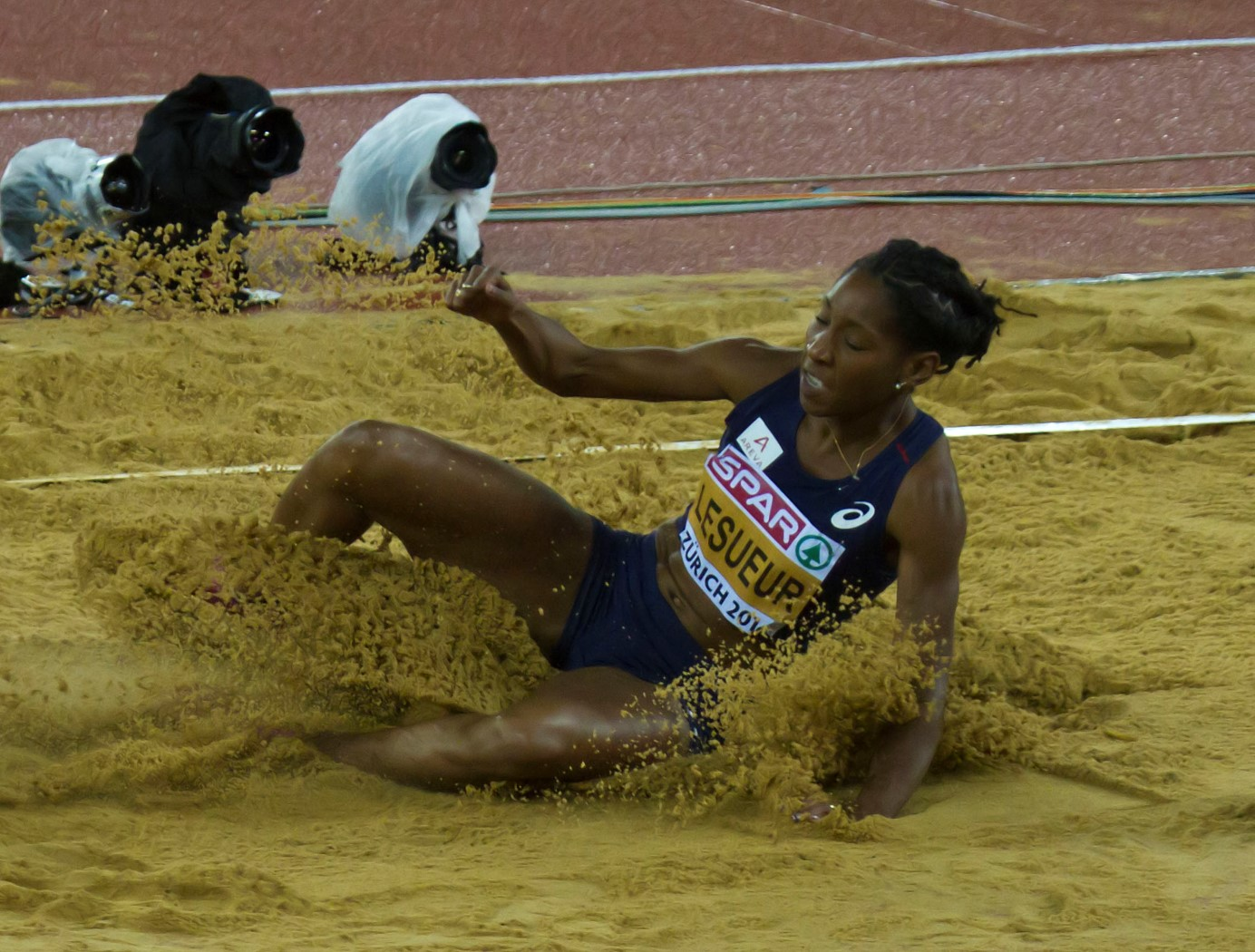
Éloyse Lesueur verteidigte ihren Weitsprung-Titel erfolgreich

Weitere Teilnehmerin aus deutschsprachigen Ländern:
- Finale:
Sosthene Moguenara  GER – Platz 9 mit 6,38 m
- In der Qualifikation (12. August) ausgeschieden:
Irene Pusterla  SUI – Gruppe A, Platz 7 mit 6,39 m

### Dreisprung
| Platz | Athletin           | Land | Weite (m) |
| ----- | ------------------ | ---- | --------- |
| 1     | Olha Saladucha     | UKR  | 14,73     |
| 2     | Jekaterina Konewa  | RUS  | 14,69     |
| 3     | Irina Gumenjuk     | RUS  | 14,46     |
| 4     | Ruth Ndoumbe       | ESP  | 14,14     |
| 5     | Gabriela Petrowa   | BUL  | 14,13     |
| 6     | Dana Velďáková     | SVK  | 13,87     |
| 7     | Snežana Vukmirović | SLO  | 13,82     |
| 8     | Susana Costa       | POR  | 13,78     |

Datum: 16. August, 16:40 Uhr
Weitere Teilnehmerinnen aus deutschsprachigen Ländern:
- Finale:
Kristin Gierisch  GER – Platz 9 mit 13,76 m
Jenny Elbe  GER – Platz 11 mit 13,68 m
- In der Qualifikation (13. August) ausgeschieden:
Katja Demut  GER – Gruppe A, Platz 9 mit 13,39 m

### Kugelstoßen
| Platz | Athletin            | Land | Weite (m) |
| ----- | ------------------- | ---- | --------- |
| 1     | Christina Schwanitz | GER  | 19,90000  |
| 2     | Jewgenija Kolodko   | RUS  | 19,39000  |
| 3     | Anita Márton        | HUN  | 19,04 NR  |
| 4     | Julija Leanzjuk     | BLR  | 18,68000  |
| 5     | Chiara Rosa         | ITA  | 18,10000  |
| 6     | Irina Tarassowa     | RUS  | 18,05000  |
| 7     | Aljona Dubizkaja    | BLR  | 17,95000  |
| 8     | Lena Urbaniak       | GER  | 17,77000  |

Datum: 17. August, 15:00 Uhr
Keine weiteren Teilnehmerinnen aus deutschsprachigen Ländern

### Diskuswurf
| Platz | Athletin             | Land | Weite (m)   |
| ----- | -------------------- | ---- | ----------- |
| 1     | Sandra Perković      | CRO  | 71,08 WL/NR |
| 2     | Mélina Robert-Michon | FRA  | 65,33       |
| 3     | Shanice Craft        | GER  | 64,33       |
| 4     | Anna Rüh             | GER  | 62,46       |
| 5     | Julia Fischer        | GER  | 61,20       |
| 6     | Zinaida Sendriūtė    | LTU  | 60,65       |
| 7     | Sanna Kämäräinen     | FIN  | 60,52       |
| 8     | Julija Malzewa       | RUS  | 60,40       |

Datum: 16. August, 16:45 Uhr
Keine weiteren Teilnehmerinnen aus deutschsprachigen Ländern

### Hammerwurf
| Platz | Athletin            | Land | Weite (m)   |
| ----- | ------------------- | ---- | ----------- |
| 1     | Anita Włodarczyk    | POL  | 78,76 CR/WL |
| 2     | Martina Hrašnová    | SVK  | 74,66       |
| 3     | Joanna Fiodorow     | POL  | 73,67       |
| 4     | Kathrin Klaas       | GER  | 72,89       |
| 5     | Betty Heidler       | GER  | 72,39       |
| 6     | Alexandra Tavernier | FRA  | 70,32       |
| 7     | Bianca Perie        | ROM  | 69,26       |
| 8     | Nikola Lomnická     | SVK  | 67,39       |

Datum: 15. August, 20:40 Uhr

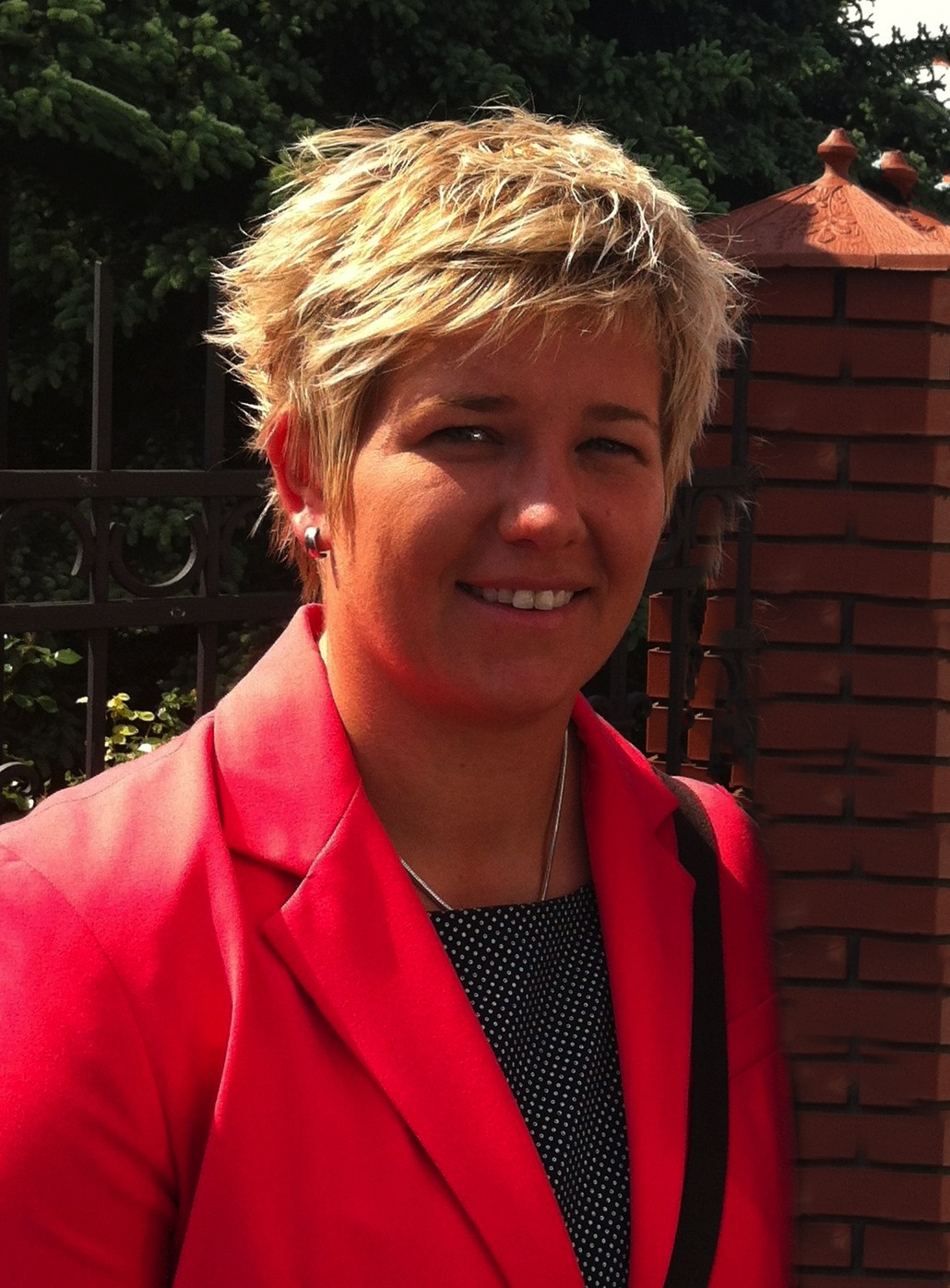
Auch bei diesen Europameisterschaften siegte Anita Włodarczyk wieder ganz souverän

In diesem Wettbewerb kam es zu einer dopingbedingten nachträglichen Disqualifikation:

Der Russin Anna Bulgakowa, hier im Finale ohne gültigen Versuch, wurden Verstöße gegen die Doping-Bestimmungen nachgewiesen. Sie erhielt eine insgesamt vierjährige Sperre vom 29. März 2017 bis 29. März 2021. Alle ihre Resultate vom 16. August 2013 bis 15. August 2015 wurden annulliert.
Weitere Teilnehmerinnen aus deutschsprachigen Ländern:
Carolin Paesler  GER – Finale, Platz 10 mit 61,89 m

### Speerwurf
| Platz | Athletin               | Land | Weite (m) |
| ----- | ---------------------- | ---- | --------- |
| 1     | Barbora Špotáková      | CZE  | 64,41000  |
| 2     | Tatjana Jelača         | SRB  | 64,21 NR  |
| 3     | Linda Stahl            | GER  | 63,91000  |
| 4     | Madara Palameika       | LAT  | 62,04000  |
| 5     | Tazzjana Chaladowitsch | BLR  | 61,66000  |
| 6     | Martina Ratej          | SLO  | 61,58000  |
| 7     | Christin Hussong       | GER  | 59,29000  |
| 8     | Goldie Sayers          | GBR  | 58,33000  |

Datum: 14. August, 20:40 Uhr
Weitere Teilnehmerinnen aus deutschsprachigen Ländern:
- Finale:
Katharina Molitor  GER – Platz 9 mit 58,00 m
- In der Qualifikation (12. August) ausgeschieden:
Elisabeth Eberl  AUT – Gruppe A, Platz 7 mit 54,41 m

### Siebenkampf
| Platz | Athletin                   | Land | Punkte |
| ----- | -------------------------- | ---- | ------ |
| 1     | Antoinette Nana Djimou Ida | FRA  | 6551   |
| 2     | Nadine Broersen            | NED  | 6498   |
| 3     | Nafissatou Thiam           | BEL  | 6423   |
| 4     | Carolin Schäfer            | GER  | 6395   |
| 5     | Lilli Schwarzkopf          | GER  | 6332   |
| 6     | Laura Ikauniece-Admidiņa   | LAT  | 6310   |
| 7     | Anouk Vetter               | NED  | 6281   |
| 8     | Claudia Rath               | GER  | 6225   |

Datum: 14. bis 15. August

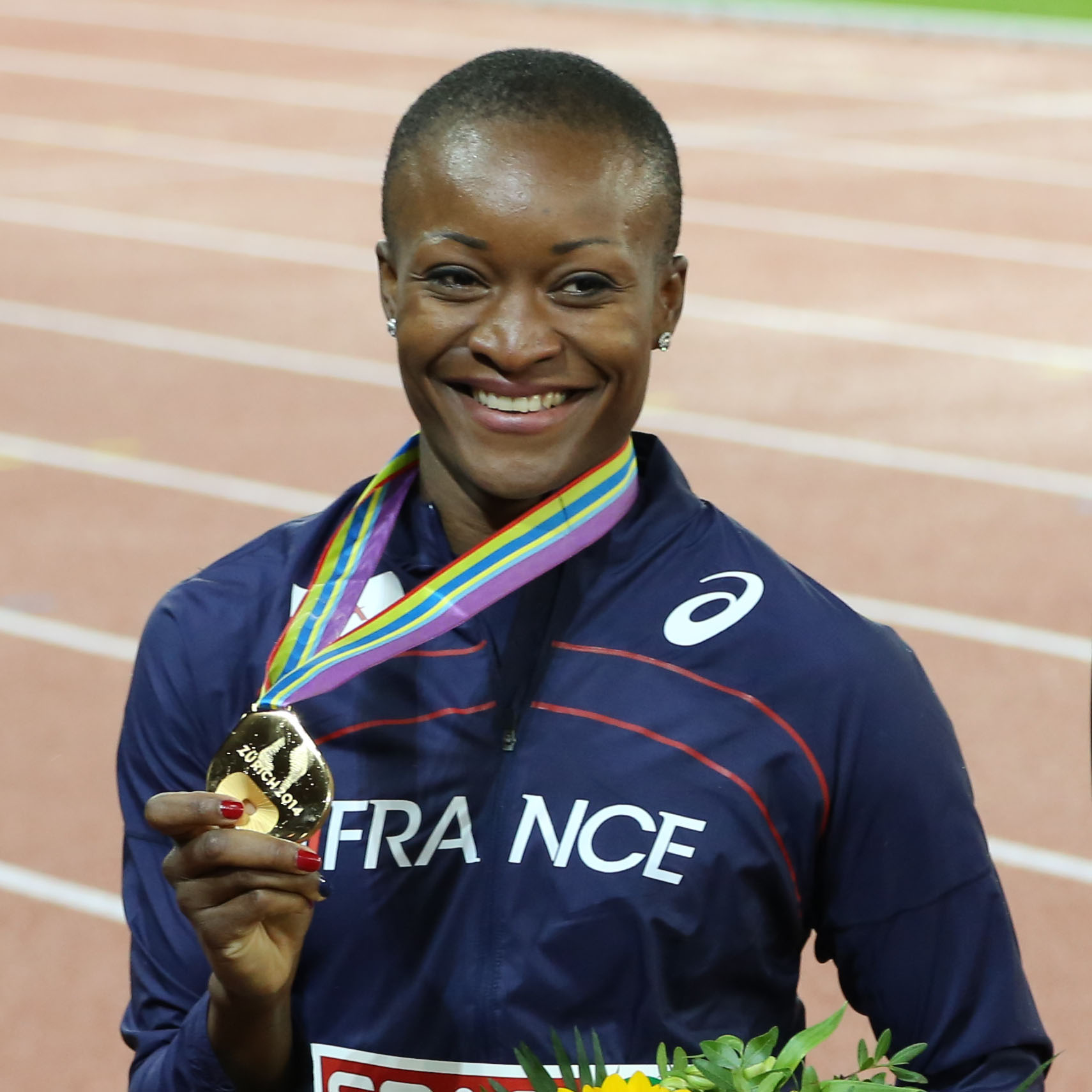
Antoinette Nana Djimou Ida – Königin der Athletinnen in Zürich

Weitere Teilnehmerinnen aus deutschsprachigen Ländern:
Valérie Reggel  SUI – Platz 12 mit 6091 Punkten
Ellen Sprunger  SUI – Platz 13 mit 6082 Punkten
Linda Züblin  SUI – DNF